# Coupe d'Afrique des nations de football
Pour les articles homonymes, voir Coupe des Nations et CAN.
Cet article traite de l'épreuve masculine. Pour la compétition féminine, voir Coupe d'Afrique des nations féminine de football.
Ne doit pas être confondu avec Championnat d'Afrique des nations de football.
La Coupe d'Afrique des nations (CAN) est une compétition de football qui oppose les meilleures sélections nationales masculines d'Afrique, organisée par la Confédération africaine de football (CAF) depuis 1957. Depuis 1968, elle a lieu tous les deux ans, passant aux années impaires en 2013.
Lors de la première édition en 1957, il n'y avait que trois nations participantes : l'Égypte, le Soudan et l'Éthiopie. L'Afrique du Sud devait initialement adhérer, mais a été disqualifiée en raison de la politique d'apartheid du gouvernement. Depuis, le tournoi s'est beaucoup développé, rendant nécessaire la tenue d'un tournoi qualificatif. Le nombre de participants au tournoi final a atteint 16 à l'édition 1998 (16 équipes devaient s'affronter en 1996, mais le Nigeria s'est retiré, réduisant le plateau à 15, et il en a été de même avec le retrait du Togo en 2010), et jusqu'en 2017, le format est inchangé, les 16 équipes étant réparties en 4 groupes de 4 équipes chacune, les 2 meilleures équipes de chaque groupe se qualifiant pour une phase à élimination directe. Le 20 juillet 2017, la Coupe d'Afrique des nations a été déplacée de janvier à juin et est passée de 16 à 24 équipes.
L'Égypte est la nation la plus titrée de l'histoire de la Coupe d’Afrique (7 titres). Pour la première fois dans l'histoire de la CAN, un pays, à savoir l'Égypte, a remporté 3 titres consécutifs, à savoir en 2006, en 2008 et en 2010. Puis le format du tournoi de la CAN est modifié en 2013, pour se tenir les années impaires afin de ne pas interférer avec la Coupe du monde de football. Depuis 2024, la Côte d’Ivoire  est le champion en titre.

## Histoire

### Années 1950-1960: origine et premières années

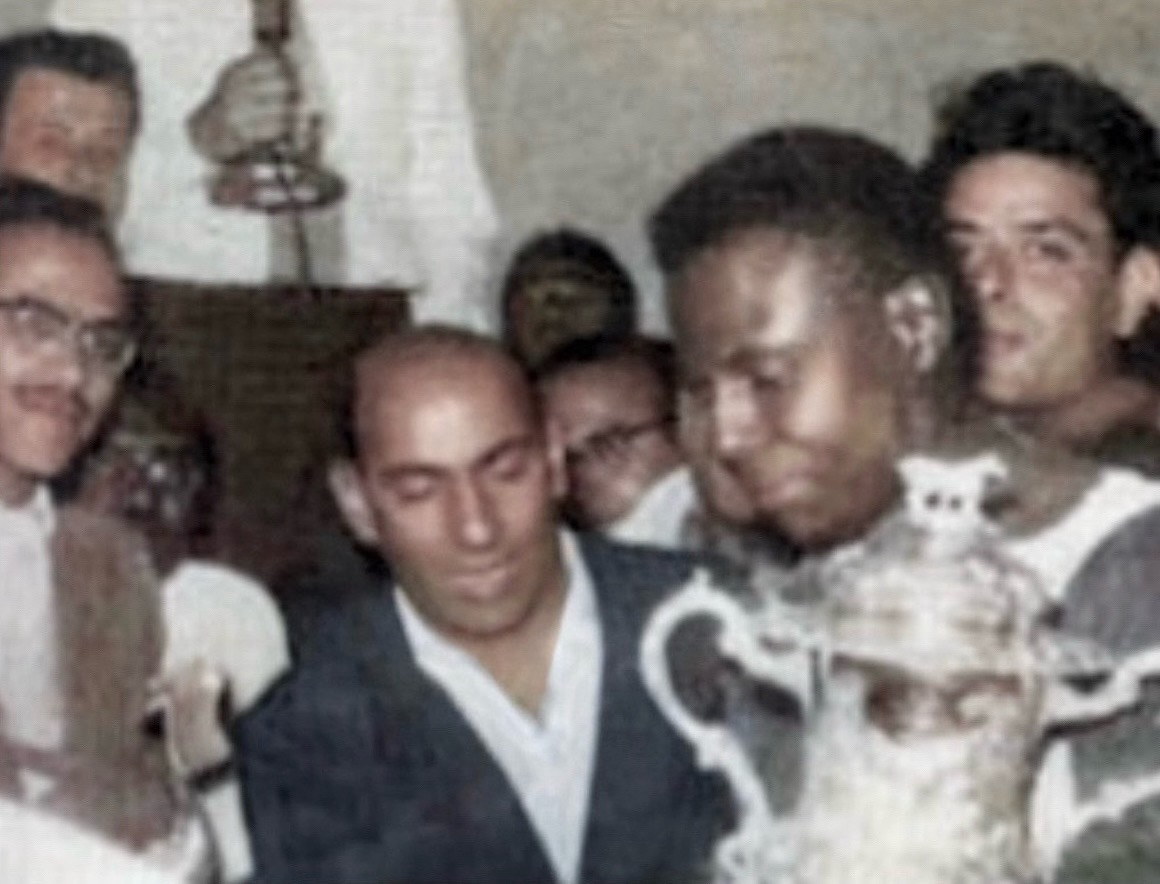
Le capitaine de l'équipe d'Égypte de football, Hanafy Bastan, tenant le premier trophée de la Coupe d'Afrique des Nations, 1957

L'origine de la coupe d'Afrique des nations remonte à juin 1956, lorsque la création de la Confédération africaine de football fut proposée lors du troisième congrès de la FIFA à Lisbonne. Il y avait des plans immédiats pour la tenue d'un tournoi continental et, en février 1957, la première coupe d'Afrique des nations a eu lieu à Khartoum, Soudan. Il n'y a pas eu de qualifications pour ce tournoi, les participants étant les quatre nations fondatrices de la CAF l'Égypte, le Soudan, l'Éthiopie et l'Afrique du Sud.
L'insistance de l'Afrique du Sud à ne sélectionner que des joueurs blancs pour son équipe en raison de sa politique d'apartheid a conduit à sa disqualification et, par conséquent, l'Éthiopie a été remise directement à la finale. Ainsi, seuls deux matches ont été disputés, l'Égypte étant couronnée première championne continentale après avoir battu les hôtes du Soudan en demi-finale et l'Éthiopie en finale. Deux ans plus tard, l'Égypte a accueilli le deuxième édition au Caire avec la participation des trois mêmes équipes. L'hôte et champion en titre, l'Égypte, a de nouveau gagné, après avoir battu le Soudan.
Le peloton s'est agrandi pour inclure neuf équipes pour la troisième édition en 1962 à Addis-Abeba et, pour la première fois, il y a eu un tour de qualification pour déterminer quelles quatre équipes joueraient pour le titre. L'Éthiopie, pays hôte, et l'Égypte, championne en titre, ont reçu des places automatiques et ont été rejointes dans les quatre derniers par le Nigeria et la Tunisie. L'Égypte a disputé sa troisième finale consécutive, mais l'équipe éthiopienne est sortie victorieuse, battant d'abord la Tunisie, puis battant l'Égypte en prolongation.

### Années 1960: domination ghanéenne
En 1963, le Ghana a fait sa première apparition alors qu'il accueillait l'événement et a remporté le titre après avoir battu le Soudan en finale. Ils ont répété cela en devenant champions deux ans plus tard en Tunisie (égalant l'Égypte en tant que vainqueur à deux reprises) avec une équipe qui ne comprenait que deux membres de retour de l'équipe de 1963. En 1965, la CAF a introduit une règle qui limitait à deux le nombre de joueurs étrangers dans chaque équipe. La règle a persisté jusqu'en 1982.
Le format du tournoi final de la compétition de 1968 s'est élargi pour inclure huit des 22 équipes inscrites aux tours préliminaires. Les équipes de qualification ont été réparties en deux groupes de quatre pour disputer des tournois à la ronde simples, les deux meilleures équipes de chaque groupe se qualifiant pour les demi-finales, un système qui est resté en vigueur pour la finale jusqu'en 1992. La Congo Kinshasa (République démocratique du Congo) a gagné son premier titre en battant le Ghana en finale.
À partir du tournoi de 1968, la compétition se tenait régulièrement tous les deux ans les années paires; cela s'est terminé avec le tournoi de 2012, qui a été suivi d'un tournoi en 2013, et des éditions qui lui ont succédé chaque année impaire. L'attaquant ivoirien Laurent Pokou a mené les tournois de 1968 et 1970 en marquant, avec respectivement six et huit buts, et son total de 14 buts est resté le record de tous les temps jusqu'en 2008. Le jeu a été couvert pour la télévision pour la première fois lors du tournoi de 1970 à Soudan, alors que les hôtes ont soulevé le trophée après avoir battu le Ghana qui disputait sa quatrième finale consécutive.

### Années 1970: une décennie de champions
Six nations ont remporté des titres de 1970 à 1980 : le Soudan, le Congo, le Zaïre, le Maroc, le Ghana et le Nigeria. Le deuxième titre du Zaïre lors de l'édition 1974 (il a remporté son premier sous le nom Congo Kinshasa) est survenu après avoir affronté la Zambie en finale. Pour la seule fois à ce jour dans l'histoire de la compétition, le match a dû être rejoué car le premier combat entre les deux équipes s'est terminé par un match nul 2-2 après prolongation. La finale a été reconstituée deux jours plus tard avec le Zaïre gagnant 2-0. L'attaquant Pierre Ndaye Mulamba a marqué les quatre buts du Zaïre lors de ces deux matches : il a également été le meilleur buteur du tournoi avec neuf buts, établissant un record en un seul tournoi qui reste inégalé. Trois mois plus tôt, le Zaïre était devenu le premier pays d'Afrique subsaharienne à se qualifier pour la coupe du monde. Le Maroc a remporté son premier titre à l'édition 1976 qui s'est tenu en Éthiopie. Le Ghana a remporté son troisième championnat en 1978, devenant ainsi la première nation à remporter trois titres.

### Années 1980: domination camerounaise
Entre 1980 et 1990, le Cameroun a réussi à atteindre la finale de la coupe d'Afrique trois fois de suite, remportant la compétition deux fois en 1984 et 1988 et perdant une fois aux tirs au but contre l'Égypte lors de l'édition 1986, l'autre équipe dominante durant cette période était l'Algérie, en plus de leurs solides apparitions en coupe du monde 1982 et décentes en 1986, la nation nord-africaine a perdu en finale contre les hôtes nigérians lors du tournoi de 1980, permettant aux Super Eagles de remporter leur premier championnat. Après l'édition 1980, l'Algérie a atteint les demi-finales de toutes les éditions à l'exception de l'édition 1986 jusqu'à ce qu'elle remporte finalement la compétition en 1990. Le quatrième titre continental du Ghana est survenu lors du tournoi de l'édition 1982, où ils ont battu la Libye en finale. Le match s'est terminé par un match nul 1-1 après 120 minutes et l'équipe nationale de football du Ghana a remporté la séance de tirs au but pour devenir championne.

### Années 1990: le retour de l'Afrique du Sud

Affiche de la Coupe d'Afrique des nations de football 1994.

La coupe d'Afrique des nations 1990 était la 17e édition de la compétition. Elle était organisée par l'Algérie. Comme en 1988, le peloton de huit équipes a été scindé en deux groupes de quatre. L'Algérie a remporté son premier titre, battant le Nigeria en finale 1-0. Le Nigeria a perdu une fois de plus alors qu'il disputait sa troisième finale en quatre tournois, cette fois devant l'Algérie.
L'édition 1992 a porté le nombre de participants au tournoi final à 12; les équipes ont été divisées en quatre groupes de trois, les deux meilleures équipes de chaque groupe se qualifiant pour les quarts de finale. Le milieu de terrain ghanéen Abedi "Pele" Ayew, qui a marqué trois buts, a été nommé meilleur joueur du tournoi après que ses contributions ont aidé le Ghana à atteindre la finale ; il a cependant été suspendu pour ce match et le Ghana a perdu contre la Côte d'Ivoire lors d'une séance de tirs au but qui a vu chaque équipe faire 11 tentatives pour déterminer le vainqueur. La Côte d’Ivoire a établi un record pour la compétition en tenant chacun de ses adversaires sans but lors des six matches du tournoi final. Le format à 12 équipes et trois groupes a été utilisé à nouveau deux ans plus tard, où les hôtes tunisiens ont été humiliés par leur élimination au premier tour. Le Nigeria, qui venait de se qualifier pour la coupe du monde pour la première fois de son histoire, a remporté le tournoi, battant la Zambie, qui un an auparavant avait été frappée par la catastrophe lorsque la plupart de son équipe nationale est décédée dans un accident d'avion alors qu'elle voyageait pour jouer un match de qualification pour la coupe du monde 1994. L'attaquant nigérian Rashidi Yekini, qui avait mené le tournoi de 1992 avec quatre buts, a répété en tant que meilleur buteur avec cinq buts.
L'Afrique du Sud a accueilli la 20e édition en 1996, marquant sa toute première apparition après la levée d'une interdiction de plusieurs décennies avec la fin de l'apartheid dans le pays, qui avait été suivie d'une tentative infructueuse de qualification en 1994. Le nombre de finales- le nombre de participants à la ronde de 1996 a été porté à 16, répartis en quatre groupes. Cependant, le nombre réel d'équipes participant à la finale n'était que de 15, car le Nigeria s'est retiré du tournoi au dernier moment pour des raisons politiques. Les Bafana Bafana ont remporté leur premier titre à domicile en battant la Tunisie en finale. Les Sud-Africains atteindraient à nouveau la finale deux ans plus tard au Burkina Faso, mais n'ont pas pu défendre leur titre, s'inclinant face à l'Égypte qui a remporté sa quatrième coupe.

### Années 2000: premier titre pour la Tunisie et domination égyptienne
L'édition 2000 a été organisée conjointement par le Ghana et le Nigeria, qui ont remplacé l'hôte initialement désigné, le Zimbabwe. Après un match nul 2-2 après prolongations en finale, le Cameroun a battu le Nigeria aux tirs au but. En 2002, les Lions indomptables du Cameroun ont remporté leur deuxième titre consécutif face au Sénégal. C'était la première répétition depuis que le Ghana l'avait fait en 1963 et 1965 et après que l'Égypte l'avait fait auparavant en 1957 et 1959. Les Camerounais ont battu le Sénégal, finaliste pour la première fois, qui a également fait ses débuts en coupe du monde plus tard cette année-là, via des tirs au but. Les deux finalistes ont été éliminés en quart de finale deux ans plus tard en Tunisie, où les hôtes ont remporté leur premier titre, battant le Maroc 2-1 en finale.

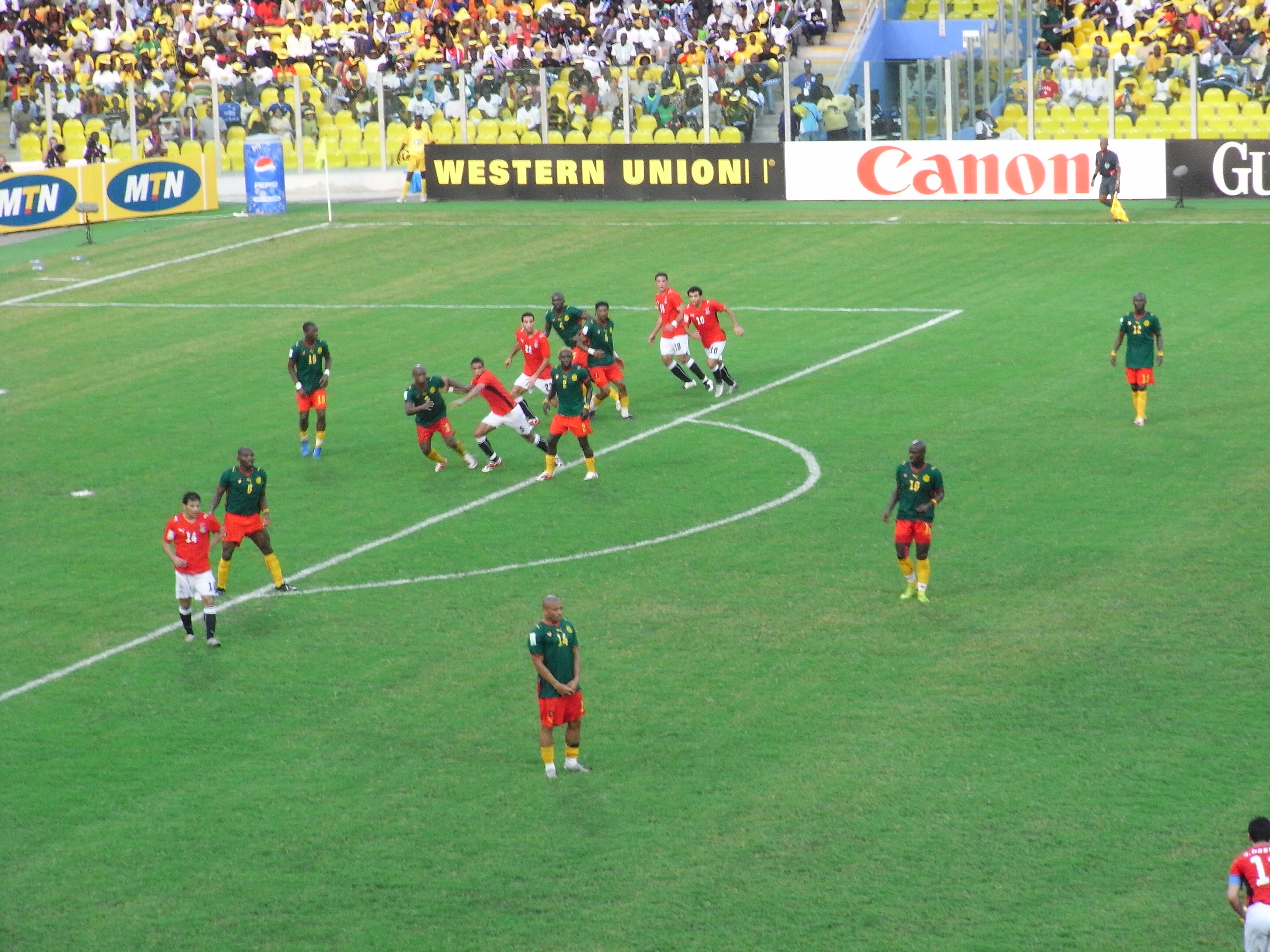
Finale de la CAN 2008.

Le tournoi de 2006 a également été remporté par les hôtes, l'Égypte, qui a atteint un cinquième titre, un record continental. Avant la coupe d'Afrique des nations 2008, plusieurs clubs européens ont appelé à repenser le calendrier du tournoi. Étant donné qu'il se déroule pendant la saison européenne, les joueurs impliqués manquent plusieurs matches pour leurs clubs.
En janvier 2008, le président de la FIFA, Sepp Blatter, a annoncé qu'il souhaitait que le tournoi se déroule en juin ou en juillet d'ici 2016, pour s'inscrire dans le calendrier international, bien que cela empêchât de nombreux pays d'Afrique centrale et occidentale d'accueillir la compétition (pour ces mois se produisent pendant leur saison des pluies). Le tournoi de 2008 a été organisé par le Ghana et a vu l'Égypte conserver le trophée en battant le Cameroun 1-0 en finale et en remportant ainsi son sixième tournoi .

### Années 2010: passage aux années impaires

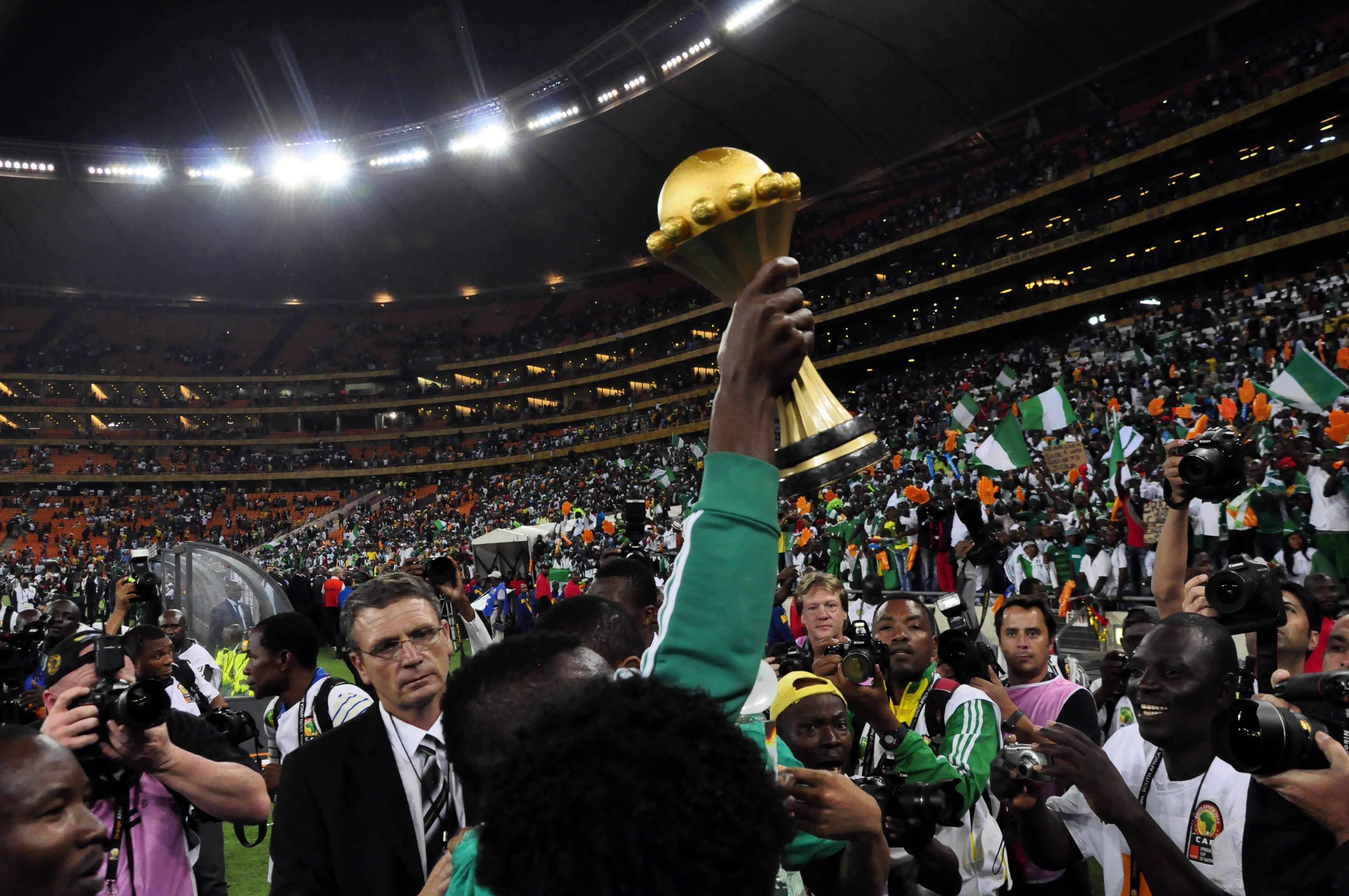
Nigeria champions de la CAN 2013.

L'Égypte établit un nouveau record lors du tournoi de 2010 (organisé par l'Angola) en remportant son troisième titre consécutif en battant le Ghana 1-0 en finale, conservant indéfiniment la coupe plaquée or et étendant son record à sept titres continentaux (y compris lorsque l'Égypte était connue sous le nom de la République arabe unie entre 1958 et 1961). L'Égypte est devenue la première nation africaine à remporter trois coupes consécutives et a rejoint le Mexique, l'Argentine et l'Iran qui ont également remporté leur coupe continentale trois fois de suite. Le 31 janvier 2010, l'Égypte a établi un nouveau record africain, n'ayant pas été battue pendant 19 matches consécutifs de la compétition, depuis une défaite 2-1 contre l'Algérie en Tunisie en 2004, et une séquence record de 9 victoires consécutives.
En mai 2010, il a été annoncé que le tournoi serait déplacé aux années impaires à partir de 2013 afin d'éviter que le tournoi n'ait lieu la même année que la coupe du monde. Cela signifiait également qu'il y avait deux tournois en douze mois en janvier 2012 (co-organisé par le Gabon et la Guinée équatoriale) et janvier 2013 (organisé par l'Afrique du Sud). Le passage de la coupe des confédérations d'un tournoi biennal à un tournoi quadriennal et le passage de la coupe d'Afrique des nations d'années paires à des années impaires ont signifié que certains anciens champions d'Afrique tels que l'Égypte, la Zambie et la Côte d'Ivoire (vainqueurs des tournois 2010, 2012 et 2015 respectivement) ont été privés de participer au tournoi de la coupe des confédérations. En 2011, le Maroc a remporté la candidature pour accueillir l'édition 2015 et la Libye a remporté le droit d'accueillir le tournoi de 2013, mais la guerre civile libyenne de 2011 a incité la Libye et l'Afrique du Sud à échanger des années, l'Afrique du Sud accueillant en 2013 et la Libye en 2017. Les combats en cours en Libye ont finalement incité la CAF à déplacer le tournoi 2017 au Gabon. En 2012, la Zambie a remporté la finale après une séance de tirs au but contre la Côte d’Ivoire. Cela a attiré l'attention des médias puisque le match s'est déroulé au Gabon, à quelques centaines de mètres seulement du site du crash de la catastrophe aérienne de 1993 de leur équipe nationale. Le tournoi de 2013 a été remporté par le Nigeria, battant le Burkina Faso, finaliste pour la première fois.

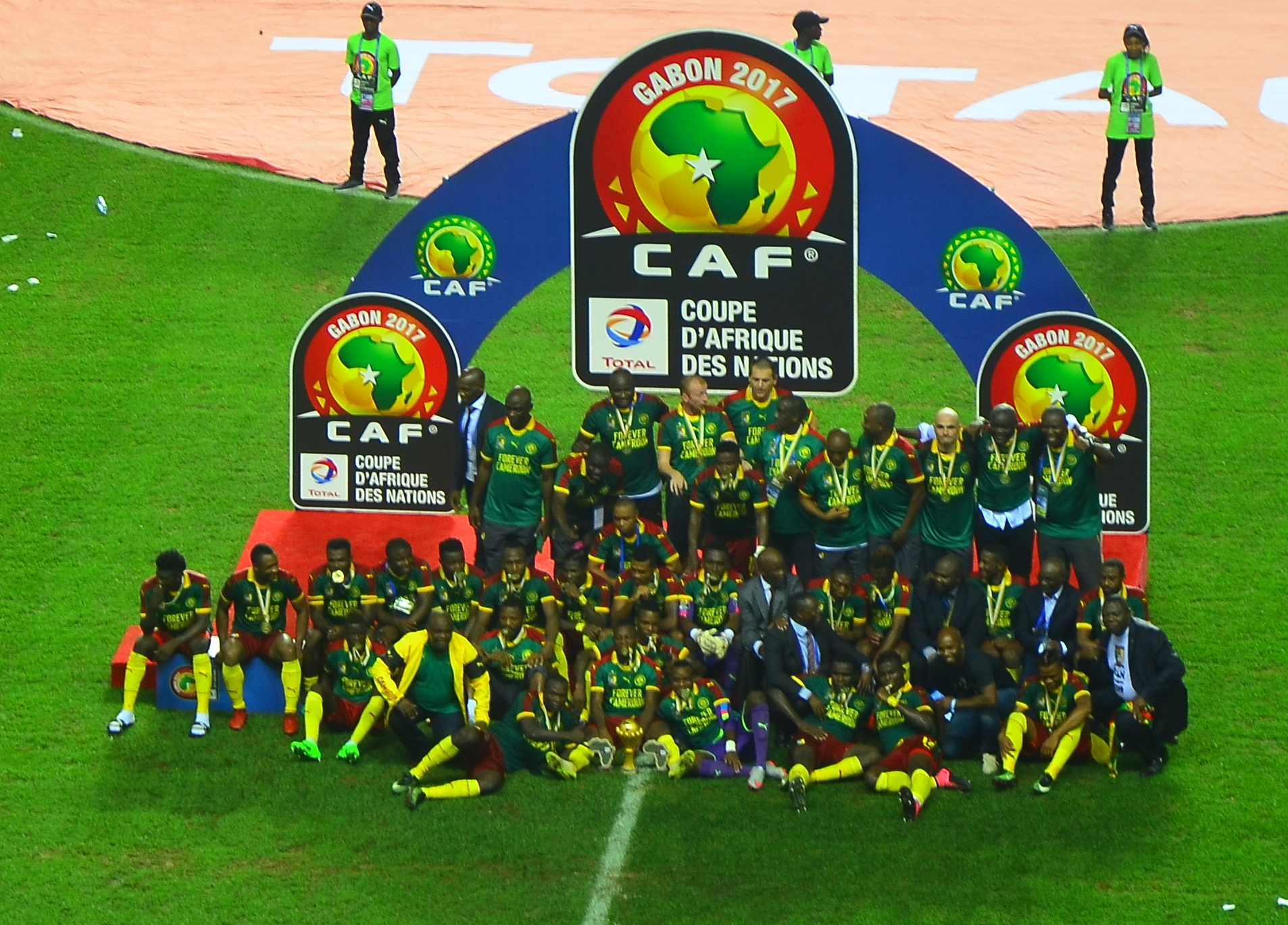
Cameroun champions de la CAN 2017.

En 2014-2015, l'épidémie de virus Ebola en Afrique de l'Ouest a perturbé le tournoi. Toutes les activités de football au Liberia ont été suspendues et le stade Antoinette Tubman de Monrovia a été converti en unité de traitement Ebola. La coupe d'Afrique des nations 2015 devait se tenir au Maroc, mais le pays a refusé d'organiser le tournoi aux dates prévues en raison de préoccupations liées à l'épidémie d'Ebola, celui-ci a donc été déplacé en Guinée équatoriale. Le président de la Confédération africaine de football a décidé de pénaliser le Maroc en l'excluant de la compétition.
Jusqu'en 2016 c'est l'opérateur de téléphonie mobile Orange qui parraine et finance la CAN, en échange d'un droit de nommage Coupe d'Afrique des Nations Orange. Depuis juillet 2016, c'est le pétrolier Total qui finance et a obtenu les droits de nommage pour toutes les compétitions internationales africaines (clubs, nations, aussi bien masculines que féminines, jeunes et adultes). Cela a commencé avec la Coupe d'Afrique des Nations 2017 au Gabon qui est, en échange, baptisée Coupe d'Afrique des Nations Total. Cette année là c'est au tour du Cameroun de renouer avec son glorieux passé dans la compétition en battant l'Égypte 2-1 en finale de la CAN 2017.

### Depuis 2019: extension du tournoi et premier titre du Sénégal

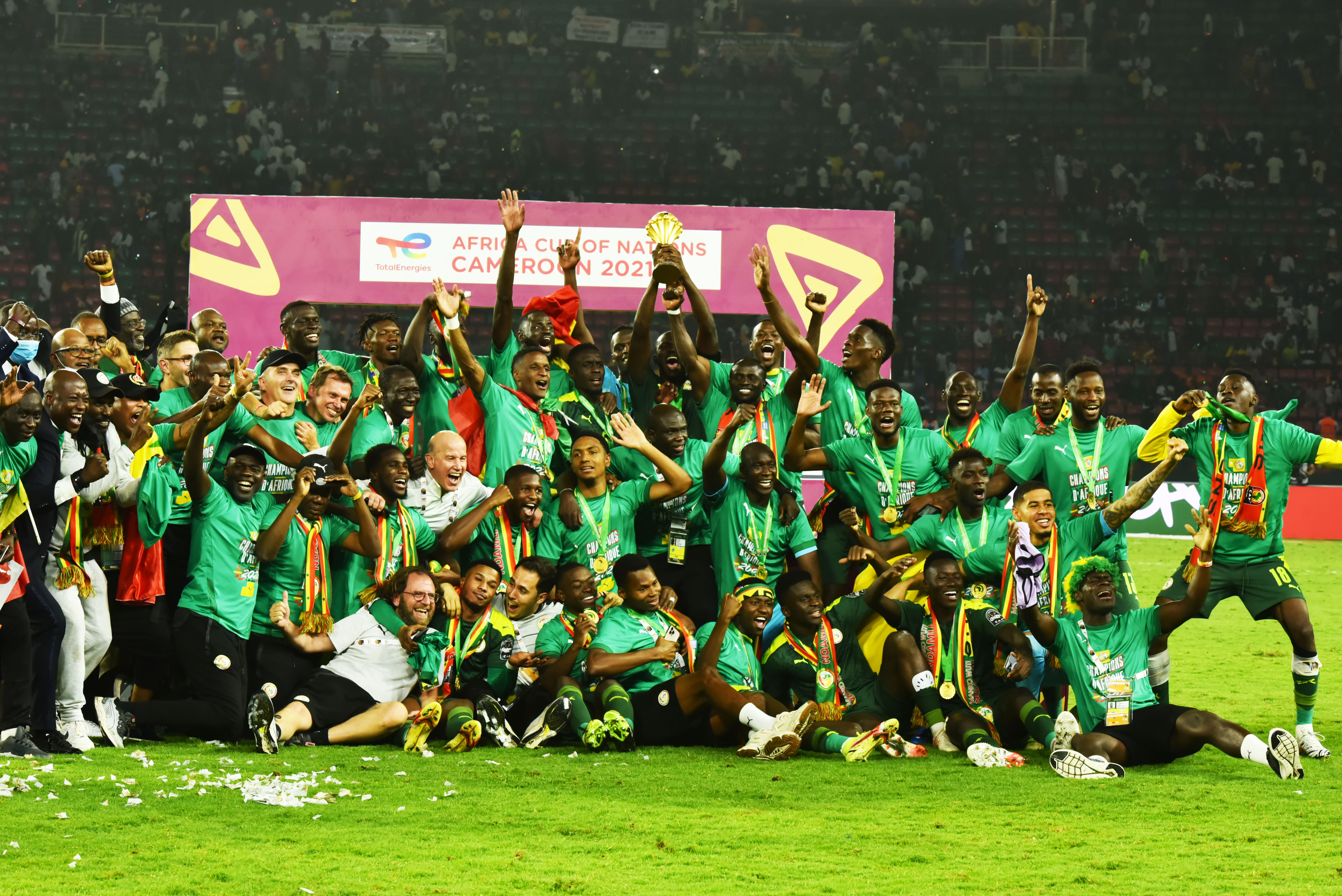
Sénégal champions de la CAN 2021.

Sous la présidence d'Ahmad Ahmad, des discussions ont eu lieu concernant de nouveaux changements à la coupe d'Afrique des nations. En juillet 2017, deux changements ont été proposés: faire passer le calendrier de la compétition de janvier à l'été de l'hémisphère nord et passer de 16 à 24 équipes (à compter de la coupe d'Afrique des nations 2019). Le 20 juillet 2017, la Commission exécutive de la CAF a approuvé les propositions lors d'une réunion à Rabat, au Maroc. L'Algérie a remporté la coupe d'Afrique 2019, remportant une victoire 1-0 contre le Sénégal en finale. Le titre était le deuxième de l'histoire de l'Algérie et le premier depuis 1990. Le Nigeria est arrivé troisième après avoir battu la Tunisie 1-0 lors de son match décisif pour la troisième place. Le prix en argent attribué au vainqueur de la coupe d'Afrique des nations 2019 s'élevait à 4,5 millions de dollars, tandis que le Sénégal, deuxième, a reçu 2,5 millions de dollars.
Les journées 3 et 4 des éliminatoires de la coupe d'Afrique des nations 2021, prévues du 25 au 30 mars 2020, ont été reportées en raison de la pandémie de covid-19. Le tournoi de la Coupe d'Afrique des Nations 2021, organisé par le Cameroun, a été reporté à 2022 en raison de la pandémie de covid-19. La Confédération africaine de football a augmenté le prix en espèces du vainqueur de 4,5 millions de dollars à 5 millions de dollars pour cette édition, tandis que la deuxième meilleure équipe recevra 2,75 millions de dollars. Le Sénégal a remporté le tournoi pour la première fois après avoir battu l'Égypte aux tirs au but en finale.
En septembre 2023 la CAF a attribué l'organisation de la CAN 2025 au Maroc et celle de la CAN 2027 à la candidature commune du Kenya, de l'Ouganda et de la Tanzanie.
L'édition de 2023 est repoussé à janvier 2024. La Côte d'Ivoire remporte un 3e titre à domicile contre le Nigeria 2 buts à 1.

## Organisation
La Coupe d'Afrique des nations de football est organisée tous les deux ans depuis 1968 les années paires (entre 1957 et 1965, cinq éditions ont eu lieu). La CAF met en avant l'argument suivant pour son organisation bisannuelle : le développement rapide des infrastructures d'un pays donné à chaque édition. Jusqu'en 2017 la coupe se tient en début d'année (janvier et février) en raison de la saison des pluies et de la chaleur qui frappent le continent africain en période estivale. À partir de l'Afrique du Sud en 2013, elle est disputée les années impaires, et, à la suite d'une décision du comité exécutif de la CAF en juillet 2017, à partir de 2019, elle se dispute en juin et juillet avec 24 équipes.

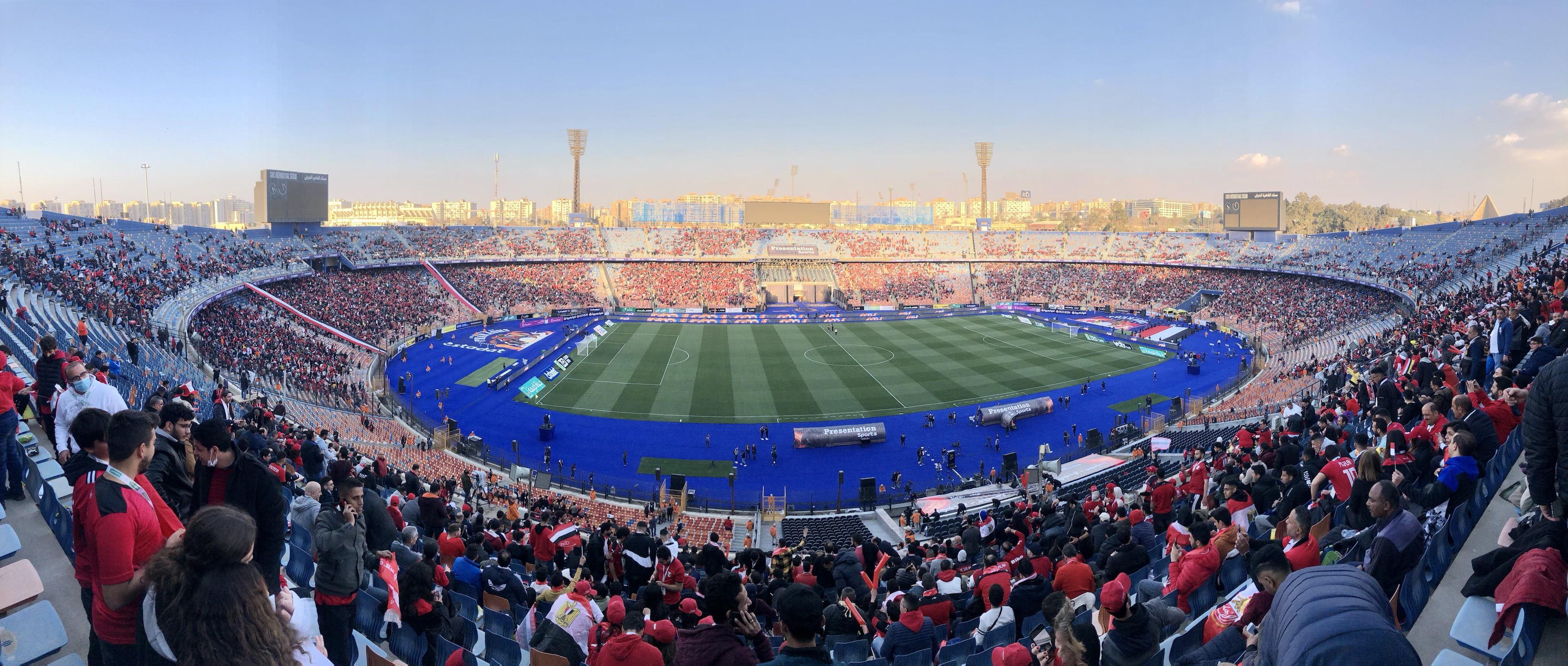
Le Stade international du Caire en égypte, Il a accueilli la finale de la competition quatre fois.

La CAF s'occupe de l'organisation et du bon déroulement de la compétition. À chaque fois qu'elle l'organise, elle prend en compte plusieurs aspects : sportif, réglementaire, commercial, économique, social, financier et sécuritaire. Le choix du pays d'accueil s'effectue quelques années avant le début de l'édition. Pour le cas du Ghana, ce choix fut réalisé en juillet 2004. C'est le comité exécutif de la CAF qui désigne le pays hôte à partir d'un vote secret de chacun de ses membres. Depuis sa création, pas moins de quinze pays différents ont déjà accueilli l’événement, la palme revenant à l'Égypte (5 éditions : 1959, 1974, 1986, 2006 et 2019) qui devance le Ghana (4 éditions : 1963, 1978, 2000, 2008). Les prochaines éditions suivent la volonté de la CAF de confier son organisation à de nouvelles nations comme l'Angola en 2010 ou la candidature conjointe du Gabon et de la Guinée équatoriale en 2012.
L'Angola a organisé l'édition 2010 qui s'est déroulée du 10 au 31 janvier. La compétition a été marquée par le forfait de l'équipe du Togo dès le 10 janvier à la suite de l'attaque du bus de l'équipe qui a fait trois morts (conducteur du bus, un chargé de la communication et l'entraîneur adjoint) dans l'enclave angolaise de Cabinda par des séparatistes. En réponse à ce retrait la CAF a décidé d'exclure le Togo pour les deux éditions à venir. La CAF ne fait qu'appliquer strictement son règlement qui prévoit cette exclusion en cas d'ingérence gouvernementale. C'était le cas pour le gouvernement togolais qui a incité son équipe nationale à se retirer de cette édition.
La CAF retirera par les suites ses sanctions. L'organisation des Coupes d'Afrique des nations a été souvent chamboulée ces derniers temps. En effet, en raison de la guerre civile qui se déroulait en Libye lors du printemps arabe, la décision a été prise par la confédération africaine de football (CAF) que l'Afrique du Sud la remplacerait en tant que pays-hôte de la Coupe d’Afrique des nations (CAN) 2013. En 2015 c'est le Maroc qui devait accueillir le tournoi continental mais à quelques semaines de la phase finale il fut disqualifié par la CAF en raison de ses demandes répétées de reporter l'épreuve par crainte du virus Ebola. La CAF a tranché et confia l'organisation de la CAN 2015 à la Guinée équatoriale.
En 2015, la Libye a dû renoncer une nouvelle fois à l’organisation de la coupe des nations en raison d’un contexte politique toujours aussi compliqué que la fois précédente, c’est donc au Gabon qu’aura lieu la CAN 2017. En 2018, la CAF retire l’organisation du tournoi prévu l’année suivante au Cameroun en raison des défaillances du pays organisateur notamment sur l’avancée des travaux et les conditions de conformités. L’Egypte décide alors de relever le défi et de préparer la compétition de la CAN 2019 en seulement quelques mois. Malgré cela, le Cameroun a disposé d’une seconde chance et se voit attribuer l’organisation de la coupe des nations 2021 reportée en 2022 pour cause du COVID-19. Initialement, en 2014, la CAF avait attribué l’ordre des organisateurs sur les trois prochaines compétitions : le Cameroun (CAN 2019), la Côte-d’ivoire (CAN 2021) et la Guinée (CAN 2023). Cependant, le retrait du Cameroun pour la CAN 2019 ainsi que le COVID 2019 a quelque peu perturbé cette organisation. Ainsi, la CAF a opéré d’un glissement de calendrier qui propulse donc la Côte-d’ivoire au rang d’hôte de la compétition pour la CAN 2023, qu'elle gagnera par la suite au terme d'une finale a suspens(2-1 face au Nigéria)Déroulement de la compétition
Les pays sont coloriés en fonction de leur plus haute performance à la Coupe d'Afrique des Nations.
Depuis l’édition de 1962, cette compétition se déroule en deux phases : une phase de qualification (ou appelé phase éliminatoire) et un tournoi final. Le pays hôte du tournoi final est automatiquement qualifié, et lors des premières éditions le tenant du titre était également qualifié pour le tournoi suivant.

### Phase de qualification

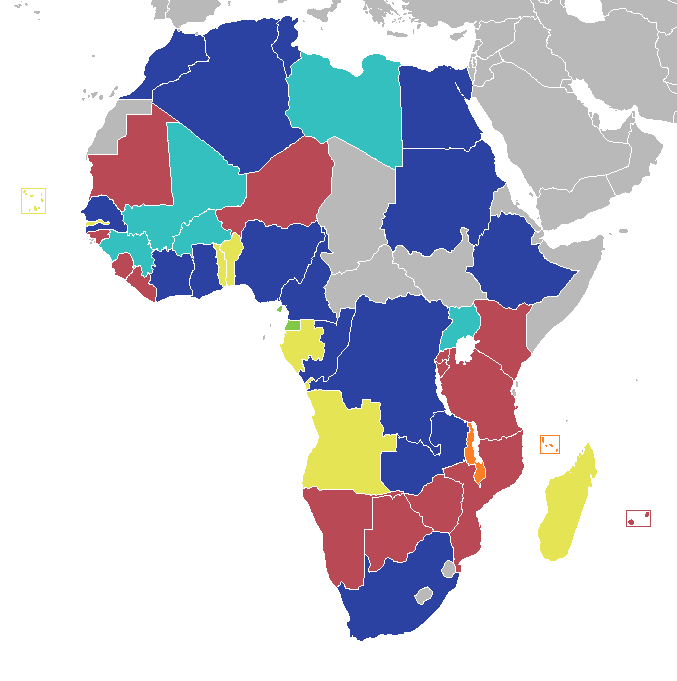
Vainqueur
Finale
Troisième
Quatrième
Quart de finale
Huitième de finale
Premier tour

La phase de qualification a évolué au fil du temps en fonction du nombre de plus en plus élevé de fédérations affiliées à la CAF. Lors des deux premières éditions de la CAN, les nations fondatrices de la CAF participaient au tournoi final à savoir l'Égypte, l'Éthiopie et le Soudan (l'Afrique du Sud fut exclue juste après sa fondation en raison de l'Apartheid).
En 1962, une phase qualificative sous forme de matchs à élimination directe est mise en place. Ce système est utilisé jusqu'à l'édition 1992, date à partir de laquelle le déroulement de la phase qualificative se rapproche de celle du Championnat d'Europe des nations, avec des groupes de quatre à sept équipes selon les éditions où chaque sélection rencontre ses adversaires en matchs aller-retour.

### Tournoi final
L'hôte du tournoi est normalement qualifié d'office, ainsi que le champion sortant lors de certaines éditions moins récentes. Toutes les autres équipes passent par les éliminatoires. Certaines éditions font exception mais la formule classique de la phase finale comprend un premier tour disputé en groupes (dit aussi « phase de groupes »), suivi de tours à élimination directe jusqu'à la finale.
| Édition | Édition | Pays Hôte                | Équipes | Matches | Premier tour                                                                              | Tour finale |
| no      | Année   | Pays Hôte                | Équipes | Matches | Premier tour                                                                              | Tour finale |
| ------- | ------- | ------------------------ | ------- | ------- | ----------------------------------------------------------------------------------------- | --- |
| 1re     | 1957    | Soudan                   | 3 (4)   | 2       | 4 équipes (3 matchs) : 1/2 finales, finale                                                | 4 équipes (3 matchs) : 1/2 finales, finale |
| 2e      | 1959    | République arabe unie    | 3       | 3       | groupe de 3 équipes (3 matchs)                                                            | groupe de 3 équipes (3 matchs) |
| 3e      | 1962    | Éthiopie                 | 4       | 4       | 4 équipes (4 matches) : 1/2 finales, m. 3e p., finale                                     | 4 équipes (4 matches) : 1/2 finales, m. 3e p., finale |
| 4e      | 1963    | Ghana                    | 6       | 8       | 2 groupes de 3 équipes (6 matchs) : vainqueurs en finale, seconds en match de classement) | m. 3e p., finale |
| 5e      | 1965    | Tunisie                  | 6       | 8       | 2 groupes de 3 équipes (6 matchs) : vainqueurs en finale, seconds en match de classement) | m. 3e p., finale |
| 6e      | 1968    | Éthiopie                 | 8       | 16      | 2 groupes de 4 équipes (12 matches) : les deux premiers de chaque groupe qualifiés        | 4 équipes (4 matches ou plus si appui) : 1/2 finales, m. 3e p., finale                                                                                    |
| 7e      | 1970    | Soudan                   | 8       | 16      | 2 groupes de 4 équipes (12 matches) : les deux premiers de chaque groupe qualifiés        | 4 équipes (4 matches ou plus si appui) : 1/2 finales, m. 3e p., finale                                                                                    |
| 8e      | 1972    | Cameroun                 | 8       | 16      | 2 groupes de 4 équipes (12 matches) : les deux premiers de chaque groupe qualifiés        | 4 équipes (4 matches ou plus si appui) : 1/2 finales, m. 3e p., finale                                                                                    |
| 9e      | 1974    | Égypte                   | 8       | 17      | 2 groupes de 4 équipes (12 matches) : les deux premiers de chaque groupe qualifiés        | 4 équipes (4 matches ou plus si appui) : 1/2 finales, m. 3e p., finale                                                                                    |
| 10e     | 1976    | Éthiopie                 | 8       | 18      | 2 groupes de 4 équipes (12 matches) : les deux premiers de chaque groupe qualifiés        | poule finale de 4 équipes (6 matches) |
| 11e     | 1978    | Ghana                    | 8       | 16      | 2 groupes de 4 équipes (12 matches) : les deux premiers de chaque groupe qualifiés        | 4 équipes (4 matches) : 1/2 finales, m. 3e p., finale |
| 12e     | 1980    | Nigeria                  | 8       | 16      | 2 groupes de 4 équipes (12 matches) : les deux premiers de chaque groupe qualifiés        | 4 équipes (4 matches) : 1/2 finales, m. 3e p., finale |
| 13e     | 1982    | Libye                    | 8       | 16      | 2 groupes de 4 équipes (12 matches) : les deux premiers de chaque groupe qualifiés        | 4 équipes (4 matches) : 1/2 finales, m. 3e p., finale |
| 14e     | 1984    | Côte d'Ivoire            | 8       | 16      | 2 groupes de 4 équipes (12 matches) : les deux premiers de chaque groupe qualifiés        | 4 équipes (4 matches) : 1/2 finales, m. 3e p., finale |
| 15e     | 1986    | Égypte                   | 8       | 16      | 2 groupes de 4 équipes (12 matches) : les deux premiers de chaque groupe qualifiés        | 4 équipes (4 matches) : 1/2 finales, m. 3e p., finale |
| 16e     | 1988    | Maroc                    | 8       | 16      | 2 groupes de 4 équipes (12 matches) : les deux premiers de chaque groupe qualifiés        | 4 équipes (4 matches) : 1/2 finales, m. 3e p., finale |
| 17e     | 1990    | Algérie                  | 8       | 16      | 2 groupes de 4 équipes (12 matches) : les deux premiers de chaque groupe qualifiés        | 4 équipes (4 matches) : 1/2 finales, m. 3e p., finale |
| 18e     | 1992    | Sénégal                  | 12      | 20      | 4 groupes de 3 équipes : 12 matches                                                       | Phase à élimination directe de 8 équipes (vainqueurs et deuxièmes de groupe du Premier tour) : 8 matches                                                  |
| 19e     | 1994    | Tunisie                  | 12      | 20      | 4 groupes de 3 équipes : 12 matches                                                       | Phase à élimination directe de 8 équipes (vainqueurs et deuxièmes de groupe du Premier tour) : 8 matches                                                  |
| 20e     | 1996    | Afrique du Sud           | 15 (16) | 29      | 4 groupes (3 groupes de 4 équipes et 1 groupe de 3 équipes) : 21 matches                  | Phase à élimination directe de 8 équipes (vainqueurs et deuxièmes de groupe du Premier tour) : 8 matches                                                  |
| 21e     | 1998    | Burkina Faso             | 16      | 32      | 4 groupes de 4 équipes : 24 matches                                                       | Phase à élimination directe de 8 équipes (vainqueurs et deuxièmes de groupe du Premier tour) : 8 matches                                                  |
| 22e     | 2000    | Ghana Nigeria            | 16      | 32      | 4 groupes de 4 équipes : 24 matches                                                       | Phase à élimination directe de 8 équipes (vainqueurs et deuxièmes de groupe du Premier tour) : 8 matches                                                  |
| 23e     | 2002    | Mali                     | 16      | 32      | 4 groupes de 4 équipes : 24 matches                                                       | Phase à élimination directe de 8 équipes (vainqueurs et deuxièmes de groupe du Premier tour) : 8 matches                                                  |
| 24e     | 2004    | Tunisie                  | 16      | 32      | 4 groupes de 4 équipes : 24 matches                                                       | Phase à élimination directe de 8 équipes (vainqueurs et deuxièmes de groupe du Premier tour) : 8 matches                                                  |
| 25e     | 2006    | Égypte                   | 16      | 32      | 4 groupes de 4 équipes : 24 matches                                                       | Phase à élimination directe de 8 équipes (vainqueurs et deuxièmes de groupe du Premier tour) : 8 matches                                                  |
| 26e     | 2008    | Ghana                    | 16      | 32      | 4 groupes de 4 équipes : 24 matches                                                       | Phase à élimination directe de 8 équipes (vainqueurs et deuxièmes de groupe du Premier tour) : 8 matches                                                  |
| 27e     | 2010    | Angola                   | 15 (16) | 29      | 4 groupes (3 groupes de 4 équipes et 1 groupe de 3 équipes) : 21 matches                  | Phase à élimination directe de 8 équipes (vainqueurs et deuxièmes de groupe du Premier tour) : 8 matches                                                  |
| 28e     | 2012    | Gabon Guinée équatoriale | 16      | 32      | 4 groupes de 4 équipes : 24 matches                                                       | Phase à élimination directe de 8 équipes (vainqueurs et deuxièmes de groupe du Premier tour) : 8 matches                                                  |
| 29e     | 2013    | Afrique du Sud           | 16      | 32      | 4 groupes de 4 équipes : 24 matches                                                       | Phase à élimination directe de 8 équipes (vainqueurs et deuxièmes de groupe du Premier tour) : 8 matches                                                  |
| 30e     | 2015    | Guinée équatoriale       | 16      | 32      | 4 groupes de 4 équipes : 24 matches                                                       | Phase à élimination directe de 8 équipes (vainqueurs et deuxièmes de groupe du Premier tour) : 8 matches                                                  |
| 31e     | 2017    | Gabon                    | 16      | 32      | 4 groupes de 4 équipes : 24 matches                                                       | Phase à élimination directe de 8 équipes (vainqueurs et deuxièmes de groupe du Premier tour) : 8 matches                                                  |
| 32e     | 2019    | Égypte                   | 24      | 52      | 6 groupes de 4 équipes : 36 matches                                                       | Phase à élimination directe de 16 équipes (vainqueurs et deuxièmes de groupe du Premier tour, plus 4 meilleures équipes classées troisièmes) : 16 matches |
| 33e     | 2021    | Cameroun                 | 24      | 52      | 6 groupes de 4 équipes : 36 matches                                                       | Phase à élimination directe de 16 équipes (vainqueurs et deuxièmes de groupe du Premier tour, plus 4 meilleures équipes classées troisièmes) : 16 matches |
| 34e     | 2023    | Côte d'Ivoire            | 24      | 52      | 6 groupes de 4 équipes : 36 matches                                                       | Phase à élimination directe de 16 équipes (vainqueurs et deuxièmes de groupe du Premier tour, plus 4 meilleures équipes classées troisièmes) : 16 matches |
| 35e     | 2025    | Maroc                    | 24      | 52      | 6 groupes de 4 équipes : 36 matches                                                       | Phase à élimination directe de 16 équipes (vainqueurs et deuxièmes de groupe du Premier tour, plus 4 meilleures équipes classées troisièmes) : 16 matches |
| 36e     | 2027    | Kenya Ouganda Tanzanie   | 24      | 52      | 6 groupes de 4 équipes : 36 matches                                                       | Phase à élimination directe de 16 équipes (vainqueurs et deuxièmes de groupe du Premier tour, plus 4 meilleures équipes classées troisièmes) : 16 matches |

Notes
1. ↑  L'Afrique du Sud a été disqualifiée du tournoi en raison de la politique d'apartheid du pays.
2. ↑  Le Nigeria s'est retiré avant le début de la compétition. La Guinée, en tant que meilleure équipe à ne pas se qualifier, s'est vu offrir la place du Nigeria en finale, mais a refusé en raison d'un manque de temps de préparation.
3. ↑  Le Togo s'est retiré de la compétition après que son bus a été attaqué par des hommes armés à Cabinda, en Angola. Après son départ d'Angola, le Togo a été officiellement disqualifié du tournoi après avoir échoué à disputer son premier match du Groupe B contre le Ghana le 11 janvier 2010.

## Le trophée

Trophée de la Coupe d'Afrique des nations.

Tout au long de l'histoire de la Coupe d'Afrique des Nations, trois trophées ont été décernés aux vainqueurs de la compétition. Le trophée original, en argent, était le trophée Abdelaziz Abdallah Salem, du nom du premier président de la CAF. En tant que premier vainqueur de trois tournois de la Coupe d'Afrique des Nations, le Ghana a obtenu le droit de détenir définitivement le trophée en 1978.
Le deuxième trophée a été décerné de 1980 à 2000 et a été nommé "Trophée de l'unité africaine" ou "Coupe de l'unité africaine". Il a été donné à la CAF par le Conseil suprême des sports en Afrique avant le tournoi de 1980 et c'était une pièce cylindrique avec les anneaux olympiques sur une carte du continent gravée dessus. Il reposait sur une base carrée et avait des poignées triangulaires stylisées. Le Cameroun a remporté indéfiniment la Coupe de l'unité après être devenu triple champion en 2000.
En 2001, le troisième trophée a été révélé, une coupe en plaqué or conçue et fabriquée en Italie. Le Cameroun, détenteur permanent du trophée précédent, a été la première nation à recevoir le nouveau trophée après avoir remporté l'édition 2002. L'Égypte a remporté la coupe plaquée or indéfiniment après être devenue trois fois championne en 2010.
Contrairement aux vainqueurs précédents qui auraient ensuite ramené le trophée à la maison, l'Égypte a reçu une réplique spéciale en taille réelle qu'elle a été autorisée à conserver. Le vainqueur de chaque édition reçoit une réplique dont les dimensions sont égales à celle du trophée original. La CAF remet 30 médailles d'or à l'équipe gagnante, 30 médailles d'argent aux deuxièmes, 30 médailles de bronze à l'équipe classée troisième et 30 diplômes à l'équipe classée quatrième du tournoi final.

## Palmarès

### Résultats
| Édition | Édition | Pays Hôte                | Finale                           | Finale           | Finale          | Petite finale      | Petite finale  | Petite finale      | Part. |
| no      | Année   | Pays Hôte                | Champion                         | Score            | Finaliste       | Troisième          | Score          | Quatrième          | Part. |
| ------- | ------- | ------------------------ | -------------------------------- | ---------------- | --------------- | ------------------ | -------------- | ------------------ | ----- |
| 1re     | 1957    | Soudan                   | Égypte                           | 4−0              | Éthiopie        | Soudan             | [ Note 1 ]     | [ Note 1 ]         | 3/4   |
| 2e      | 1959    | République arabe unie    | Rép. arabe unie (2)              | 2-1 (TTR)        | Soudan          | Éthiopie           | [ Note 3 ]     | [ Note 3 ]         | 3     |
| 3e      | 1962    | Éthiopie                 | Éthiopie                         | 4−2ap            | Rép. arabe unie | Tunisie            | 3−0            | Ouganda            | 4     |
| 4e      | 1963    | Ghana                    | Ghana                            | 3−0              | Soudan          | Rép. arabe unie    | 3−0            | Éthiopie           | 6     |
| 5e      | 1965    | Tunisie                  | Ghana (2)                        | 3−2ap            | Tunisie         | Côte d'Ivoire      | 1−0            | Sénégal            | 6     |
| 6e      | 1968    | Éthiopie                 | République démocratique du Congo | 1−0              | Ghana           | Côte d'Ivoire      | 1−0            | Éthiopie           | 8     |
| 7e      | 1970    | Soudan                   | Soudan                           | 1−0              | Ghana           | Rép. arabe unie    | 3−1            | Côte d'Ivoire      | 8     |
| 8e      | 1972    | Cameroun                 | Congo                            | 3−2              | Mali            | Cameroun           | 5−2            | Zaïre              | 8     |
| 9e      | 1974    | Égypte                   | Zaïre (2)                        | 2−0              | Zambie          | Égypte             | 4−0            | Congo              | 8     |
| 10e     | 1976    | Éthiopie                 | Maroc                            | 1-1 (TTR)        | Guinée          | Nigeria            | 3-2 (TTR)      | Égypte             | 8     |
| 11e     | 1978    | Ghana                    | Ghana (3)                        | 2−0              | Ouganda         | Nigeria            | 2−0            | Tunisie            | 8     |
| 12e     | 1980    | Nigeria                  | Nigeria                          | 3−0              | Algérie         | Maroc              | 2−0            | Égypte             | 8     |
| 13e     | 1982    | Libye                    | Ghana (4)                        | 1−1ap (7−6)tab   | Libye           | Zambie             | 2−0            | Algérie            | 8     |
| 14e     | 1984    | Côte d'Ivoire            | Cameroun                         | 3−1              | Nigeria         | Algérie            | 3−1            | Égypte             | 8     |
| 15e     | 1986    | Égypte                   | Égypte (3)                       | 0−0ap (5−4)tab   | Cameroun        | Côte d'Ivoire      | 3−2            | Maroc              | 8     |
| 16e     | 1988    | Maroc                    | Cameroun (2)                     | 1−0              | Nigeria         | Algérie            | 1−1ap (4−3)tab | Maroc              | 8     |
| 17e     | 1990    | Algérie                  | Algérie                          | 1−0              | Nigeria         | Zambie             | 1−0            | Sénégal            | 8     |
| 18e     | 1992    | Sénégal                  | Côte d'Ivoire                    | 0−0ap (11−10)tab | Ghana           | Nigeria            | 2−1            | Cameroun           | 12    |
| 19e     | 1994    | Tunisie                  | Nigeria (2)                      | 2−1              | Zambie          | Côte d'Ivoire      | 3−1            | Mali               | 12    |
| 20e     | 1996    | Afrique du Sud           | Afrique du Sud                   | 2−0              | Tunisie         | Zambie             | 1−0            | Ghana              | 15/16 |
| 21e     | 1998    | Burkina Faso             | Égypte (4)                       | 2−0              | Afrique du Sud  | Rép. dém. du Congo | 4−4ap (4−1)tab | Burkina Faso       | 16    |
| 22e     | 2000    | Ghana Nigeria            | Cameroun (3)                     | 2−2ap (4−3)tab   | Nigeria         | Afrique du Sud     | 2−2ap (4−3)tab | Tunisie            | 16    |
| 23e     | 2002    | Mali                     | Cameroun (4)                     | 0−0ap (3−2)tab   | Sénégal         | Nigeria            | 1−0            | Mali               | 16    |
| 24e     | 2004    | Tunisie                  | Tunisie                          | 2−1              | Maroc           | Nigeria            | 2−1            | Mali               | 16    |
| 25e     | 2006    | Égypte                   | Égypte (5)                       | 0−0ap (4−2)tab   | Côte d'Ivoire   | Nigeria            | 1−0            | Sénégal            | 16    |
| 26e     | 2008    | Ghana                    | Égypte (6)                       | 1−0              | Cameroun        | Ghana              | 4−2            | Côte d'Ivoire      | 16    |
| 27e     | 2010    | Angola                   | Égypte (7)                       | 1−0              | Ghana           | Nigeria            | 1−0            | Algérie            | 15/16 |
| 28e     | 2012    | Gabon Guinée équatoriale | Zambie                           | 0−0ap (8−7)tab   | Côte d'Ivoire   | Mali               | 2−0            | Ghana              | 16    |
| 29e     | 2013    | Afrique du Sud           | Nigeria (3)                      | 1−0              | Burkina Faso    | Mali               | 3−1            | Ghana              | 16    |
| 30e     | 2015    | Guinée équatoriale       | Côte d'Ivoire (2)                | 0−0ap (9−8)tab   | Ghana           | Rép. dém. du Congo | 0−0ap (4−2)tab | Guinée équatoriale | 16    |
| 31e     | 2017    | Gabon                    | Cameroun (5)                     | 2−1              | Égypte          | Burkina Faso       | 1−0            | Ghana              | 16    |
| 32e     | 2019    | Égypte                   | Algérie (2)                      | 1−0              | Sénégal         | Nigeria            | 1−0            | Tunisie            | 24    |
| 33e     | 2021    | Cameroun                 | Sénégal                          | 0−0ap (4−2)tab   | Égypte          | Cameroun           | 3−3ap (5−3)tab | Burkina Faso       | 24    |
| 34e     | 2023    | Côte d'Ivoire            | Côte d'Ivoire (3)                | 2−1              | Nigeria         | Afrique du Sud     | 0−0 (6−5)tab   | Rép. dém. du Congo | 24    |
| 35e     | 2025    | Maroc                    | Édition future                   | Édition future   | Édition future  | Édition future     | Édition future | Édition future     | 24    |
| 36e     | 2027    | Kenya Ouganda Tanzanie   | Édition future                   | Édition future   | Édition future  | Édition future     | Édition future | Édition future     | 24    |
| 37e     | 2029    | À déterminer             | Édition future                   | Édition future   | Édition future  | Édition future     | Édition future | Édition future     | 24    |

Notes
1. ↑  L'Afrique du Sud a été disqualifiée du tournoi en raison de la politique d'apartheid du pays.
2. ↑  Le tournoi a été disputé en tournoi toutes rondes avec une poule de trois équipes (République arabe unie, Soudan et Éthiopie). Le dernier match opposant les deux équipes gagnantes de leur premier match et en lice pour le titre est considéré comme la finale de facto de la coupe d'Afrique des nations en 1959.
3. ↑  Trois équipes participantes seulement.
4. ↑  La Coupe d'Afrique des nations de football 1976 ne comprenait pas de match à élimination directe. Le tournoi s'est conclu par une poule finale de quatre équipes (tournoi toutes rondes avec Maroc, Guinée, Nigeria et Égypte). Lors de la dernière journée, les deux premiers au classement s'affrontent pour le titre dans un match considéré comme la finale de facto du tournoi : le score nul 1-1 suffit au Maroc contre la Guinée pour s'assurer la première place. De même, l'autre match entre les deux dernières équipes n'avait pour enjeu que la troisième place : le Nigeria bat l'Égypte 3-2 et termine 3e.
5. ↑  Le match pour la troisième place était à égalité 1-1 lorsque l'équipe tunisienne s'est retirée du terrain à la 42e minute pour protester contre l'arbitrage. Le Nigeria est déclaré vainqueur sur tapis vert 2-0.
6. ↑  Le Nigeria déclare forfait avant le début du tournoi. La Guinée, meilleure équipe non-qualifiée des éliminatoires, est invitée pour le remplacer mais refuse la place en raison d'un manque de temps de préparation.
7. ↑  Le Togo s'est retiré de la compétition après que son bus a été attaqué par des hommes armés à Cabinda, en Angola, ce avant son premier match prévu contre le Ghana le 11 janvier 2010. Après son départ, le Togo a été officiellement disqualifié.
8. ↑  L’édition 2021 a été reportée à 2022 en raison de la pandémie de covid-19 en Afrique.
9. ↑  L’édition 2023 a été reportée à 2024 en raison de problèmes météorologiques pendant l'été en Côte d'Ivoire.
10. ↑  L'édition 2025 se jouera entre décembre 2025 et janvier 2026 en raison de la première édition du nouveau format de la Coupe du monde des clubs 2025 aux États-Unis.

### Bilan par nation
Le tableau suivant présente le bilan par nation ayant atteint au moins une fois le dernier carré.
| Équipe             | Vainqueur                                     | Finaliste                        | Troisième                                          | Quatrième                  |
| ------------------ | --------------------------------------------- | -------------------------------- | -------------------------------------------------- | -------------------------- |
| Égypte             | 7 (1957, 19591, 1986, 1998, 2006, 2008, 2010) | 3 (19621, 2017, 2021)            | 3 (19631, 19701, 1974)                             | 3 (1976, 1980, 1984)       |
| Cameroun           | 5 (1984, 1988, 2000, 2002, 2017)              | 2 (1986, 2008)                   | 2 (1972, 2021)                                     | 1 (1992)                   |
| Ghana              | 4 (1963, 1965, 1978, 1982)                    | 5 (1968, 1970, 1992, 2010, 2015) | 1 (2008)                                           | 4 (1996, 2012, 2013, 2017) |
| Nigeria            | 3 (1980, 1994, 2013)                          | 5 (1984, 1988, 1990, 2000, 2023) | 8 (1976, 1978, 1992, 2002, 2004, 2006, 2010, 2019) | NC                         |
| Côte d'Ivoire T    | 3 (1992, 2015, 2023)                          | 2 (2006, 2012)                   | 4 (1965, 1968, 1986, 1994)                         | 2 (1970, 2008)             |
| Algérie            | 2 (1990, 2019)                                | 1 (1980)                         | 2 (1984, 1988)                                     | 2 (1982, 2010)             |
| RD Congo           | 2 (19682, 19743)                              | NC                               | 2 (1998, 2015)                                     | 2 (19723, 2023)            |
| Zambie             | 1 (2012)                                      | 2 (1974, 1994)                   | 3 (1982, 1990, 1996)                               | NC                         |
| Tunisie            | 1 (2004)                                      | 2 (1965, 1996)                   | 1 (1962)                                           | 3 (1978, 2000, 2019)       |
| Soudan             | 1 (1970)                                      | 2 (1959, 1963)                   | 1 (1957)                                           | NC                         |
| Sénégal            | 1 (2021)                                      | 2 (2002, 2019)                   | NC                                                 | 3 (1965, 1990, 2006)       |
| Afrique du Sud     | 1 (1996)                                      | 1 (1998)                         | 2 (2000, 2023)                                     | NC                         |
| Éthiopie           | 1 (1962)                                      | 1 (1957)                         | 1 (1959)                                           | 2 (1963, 1968)             |
| Maroc              | 1 (1976)                                      | 1 (2004)                         | 1 (1980)                                           | 2 (1986, 1988)             |
| Congo              | 1 (1972)                                      | NC                               | NC                                                 | 1 (1974)                   |
| Mali               | NC                                            | 1 (1972)                         | 2 (2012, 2013)                                     | 3 (1994, 2002, 2004)       |
| Burkina Faso       | NC                                            | 1 (2013)                         | 1 (2017)                                           | 2 (1998, 2021)             |
| Ouganda            | NC                                            | 1 (1978)                         | NC                                                 | 1 (1962)                   |
| Guinée             | NC                                            | 1 (1976)                         | NC                                                 | NC                         |
| Libye              | NC                                            | 1 (1982)                         | NC                                                 | NC                         |
| Guinée équatoriale | NC                                            | NC                               | NC                                                 | 1 (2015)                   |

Les années indiquées en gras indiquent que le pays a également accueilli ce tournoi.

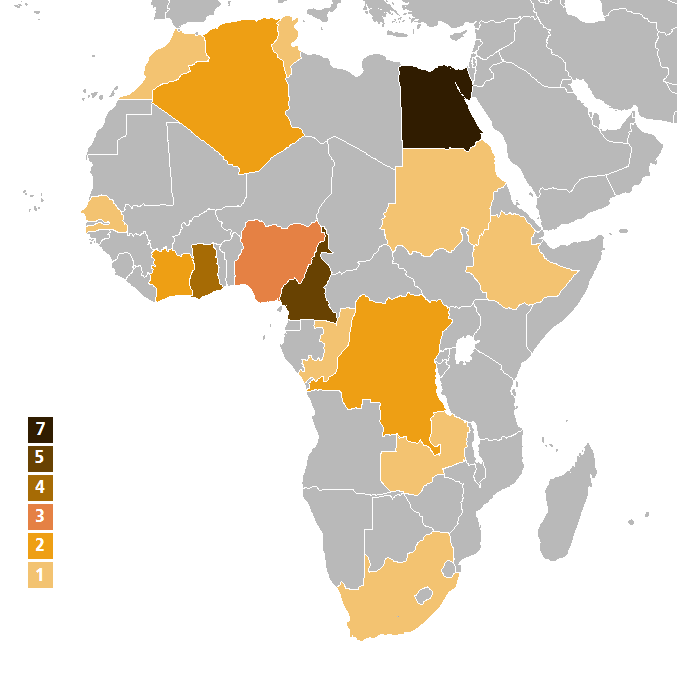
Carte des pays multipliés par les titres à partir de la Coupe d'Afrique des Nations 2021.

- 1 En tant que  République arabe unie
- 2 En tant que  Congo Kinshasa
- 3 En tant que  Zaïre

### Récompenses individuelles

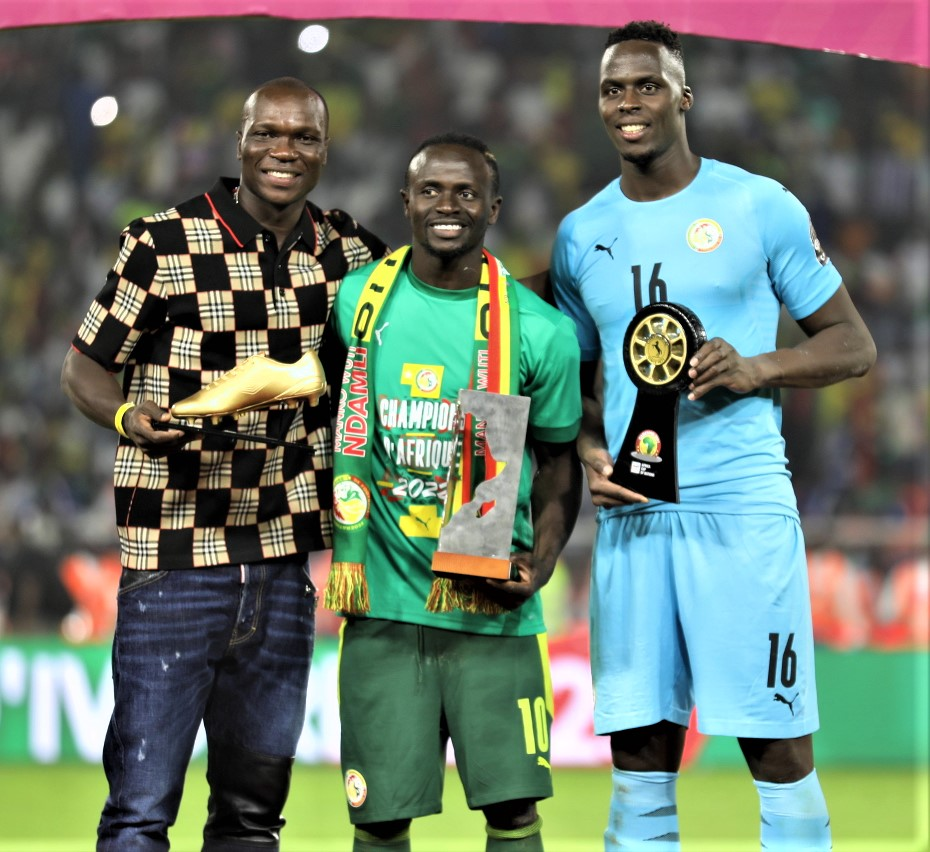
Récompenses individuelles de la coupe d'Afrique des nations 2021:
Vincent Aboubakar (Meilleur buteur ; gauche), Sadio Mané (Meilleur joueur ; centre), Édouard Mendy (Meilleur gardien ; droite).

| Année | Sélectionneurs                       | Meilleur buteur (Buts)                                                                                   | Meilleur joueur      | Meilleur gardien    | Meilleur jeune joueur |
| ----- | ------------------------------------ | --- | -------------------- | ------------------- | --------------------- |
| 1957  | Mourad Fahmy                         | Ad-Diba (5)                                                                                              | Ad-Diba              | NC                  | NC                    |
| 1959  | Pál Titkos                           | Mahmoud Al-Gohary (3)                                                                                    | Ad-Diba              | NC                  | NC                    |
| 1962  | Slavko Milošević Ydnekatchew Tessema | Mengistu Worku (3)                                                                                       | Mengistu Worku       | NC                  | NC                    |
| 1963  | Charles Kumi Gyamfi                  | Hassan Al Shazly (6)                                                                                     | Hassan Al Shazly     | NC                  | NC                    |
| 1965  | Charles Kumi Gyamfi                  | Ben Acheampong Osei Kofi Eustache Manglé (3)                                                             | Osei Kofi            | NC                  | NC                    |
| 1968  | Ferenc Csanádi                       | Laurent Pokou (6)                                                                                        | Mwamba Kazadi        | NC                  | NC                    |
| 1970  | Jiří Starosta                        | Laurent Pokou (8)                                                                                        | Laurent Pokou        | NC                  | NC                    |
| 1972  | Adolphe Bibanzoulou                  | Fantamady Keita (5)                                                                                      | François M'Pelé      | NC                  | NC                    |
| 1974  | Blagoje Vidinić                      | Mutumbula (9)                                                                                            | Mutumbula            | NC                  | NC                    |
| 1976  | Gheorghe Mărdărescu                  | N'Jo Léa (4)                                                                                             | Ahmed Faras          | NC                  | NC                    |
| 1978  | Fred Osam-Duodu                      | Opoku Afriyie Segun Odegbami Phillip Omondi (3)                                                          | Karim Abdul Razak    | NC                  | NC                    |
| 1980  | Otto Glória                          | Khaled Labied Segun Odegbami (3)                                                                         | Christian Chukwu     | NC                  | NC                    |
| 1982  | Charles Kumi Gyamfi                  | George Alhassan (4)                                                                                      | Fawzi Al-Issawi      | NC                  | NC                    |
| 1984  | Radivoje Ognjanović                  | Taher Abouzaid (4)                                                                                       | Théophile Abega      | Joseph-Antoine Bell | NC                    |
| 1986  | Mike Smith                           | Roger Milla (4)                                                                                          | Roger Milla          | NC                  | NC                    |
| 1988  | Claude Le Roy                        | Lakhdar Belloumi Roger Milla Gamal Abdel Hamid Abdoulaye Traoré (2)                                      | Roger Milla          | Joseph-Antoine Bell | NC                    |
| 1990  | Abdelhamid Kermali                   | Djamel Menad (4)                                                                                         | Rabah Madjer         | NC                  | NC                    |
| 1992  | Yéo Martial                          | Rashidi Yekini (4)                                                                                       | Abedi Pelé           | Alain Gouaméné      | NC                    |
| 1994  | Clemens Westerhof                    | Rashidi Yekini (5)                                                                                       | Rashidi Yekini       | NC                  | NC                    |
| 1996  | Clive William Barker                 | Kalusha Bwalya (5)                                                                                       | Kalusha Bwalya       | NC                  | NC                    |
| 1998  | Mahmoud Al-Gohary                    | Hossam Hassan Benedict McCarthy (7)                                                                      | Benedict McCarthy    | NC                  | NC                    |
| 2000  | Pierre Lechantre                     | Shaun Bartlett (5)                                                                                       | Lauren               | NC                  | NC                    |
| 2002  | Winfried Schäfer                     | Julius Aghahowa Patrick Mboma Salomon Olembé (3)                                                         | Rigobert Song        | NC                  | NC                    |
| 2004  | Roger Lemerre                        | Patrick Mboma Frédéric Kanouté Jay-Jay Okocha Francileudo Santos Youssef Mokhtari (4)                    | Jay-Jay Okocha       | NC                  | NC                    |
| 2006  | Hassan Shehata                       | Samuel Eto'o (5)                                                                                         | Ahmed Hassan         | NC                  | NC                    |
| 2008  | Hassan Shehata                       | Samuel Eto'o (5)                                                                                         | Hosni Abd Rabo       | Essam el-Hadari     | NC                    |
| 2010  | Hassan Shehata                       | Mohamed Gedo (5)                                                                                         | Ahmed Hassan         | Essam el-Hadari     | NC                    |
| 2012  | Hervé Renard                         | Didier Drogba Pierre-Emerick Aubameyang Cheick Diabaté Houssine Kharja Chris Katongo Emmanuel Mayuka (3) | Chris Katongo        | NC                  | NC                    |
| 2013  | Stephen Keshi                        | Emmanuel Emenike Mubarak Wakaso (4)                                                                      | Jonathan Pitroipa    | NC                  | NC                    |
| 2015  | Hervé Renard                         | Javier Balboa Dieumerci Mbokani Thievy Bifouma André Ayew Ahmed Akaichi (3)                              | Christian Atsu       | Sylvain Gbohouo     | NC                    |
| 2017  | Hugo Broos                           | Junior Kabananga (3)                                                                                     | Christian Bassogog   | NC                  | NC                    |
| 2019  | Djamel Belmadi                       | Odion Ighalo (5)                                                                                         | Ismaël Bennacer      | Raïs M'Bolhi        | Krépin Diatta         |
| 2021  | Aliou Cissé                          | Vincent Aboubakar (8)                                                                                    | Sadio Mané           | Édouard Mendy       | Issa Kaboré           |
| 2023  | Émerse Faé                           | Emilio Nsue (5)                                                                                          | William Troost-Ekong | Ronwen Williams     | Simon Adingra         |

## Statistiques
Pour un article plus général, voir Statistiques et records de la Coupe d'Afrique de football.

### Statistiques générales
| 1957 | 2  | 7  | 3.50 | 1984 | 16 | 39 | 2.44 | 2010 | 29 | 71  | 2.45 |
| 1959 | 3  | 8  | 2.67 | 1986 | 16 | 31 | 1.94 | 2012 | 32 | 76  | 2.38 |
| 1962 | 4  | 18 | 4.50 | 1988 | 16 | 23 | 1.44 | 2013 | 32 | 69  | 2.16 |
| 1963 | 8  | 33 | 4.13 | 1990 | 16 | 30 | 1.88 | 2015 | 32 | 68  | 2.13 |
| 1965 | 8  | 31 | 3.88 | 1992 | 20 | 34 | 1.70 | 2017 | 32 | 66  | 2.06 |
| 1968 | 16 | 52 | 3.25 | 1994 | 20 | 44 | 2.20 | 2019 | 52 | 102 | 1.96 |
| 1970 | 16 | 51 | 3.19 | 1996 | 29 | 78 | 2.69 | 2021 | 52 | 100 | 1.92 |
| 1972 | 16 | 53 | 3.31 | 1998 | 32 | 93 | 2.91 | 2023 | 52 | 118 | 2.38 |
| 1974 | 17 | 54 | 3.18 | 2000 | 32 | 73 | 2.28 | 2025 | 52 |     |      |
| 1976 | 18 | 54 | 3.00 | 2002 | 32 | 48 | 1.50 | 2027 | 52 |     |      |
| 1978 | 16 | 38 | 2.38 | 2004 | 32 | 88 | 2.75 | 2029 | 52 |     |      |
| 1980 | 16 | 33 | 2.06 | 2006 | 32 | 73 | 2.28 |      |    |     |      |
| 1982 | 16 | 32 | 2.00 | 2008 | 32 | 99 | 3.09 |      |    |     |      |

### Champions par région

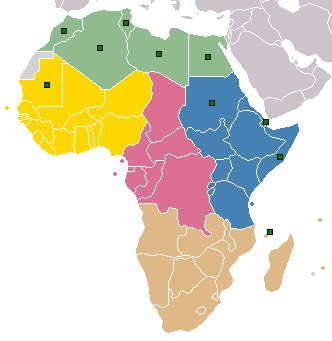
Afrique du Nord
Afrique de l'Ouest
Afrique centrale
Afrique de l'Est
Afrique australe

| Confédération régionale | Pays                                                   | Total |
| ----------------------- | ------------------------------------------------------ | ----- |
| UNAF                    | Égypte (7), Algérie (2), Maroc (1), Tunisie (1)        | 11    |
| UFOA                    | Ghana (4), Nigeria (3), Côte d'Ivoire (3), Sénégal (1) | 11    |
| UNIFFAC                 | Cameroun (5), RD Congo (2), Congo (1)                  | 8     |
| CECAFA                  | Éthiopie (1), Soudan (1)                               | 2     |
| COSAFA                  | Afrique du Sud (1), Zambie (1)                         | 2     |

### Statistiques individuelles

#### Classement des buteurs
| Rang | Joueur               | Sélection     | Buts | Matches | Ratio | Éditions disputées                                 |
| ---- | -------------------- | ------------- | ---- | ------- | ----- | -------------------------------------------------- |
| 1    | Samuel Eto'o         | Cameroun      | 18   | 29      | 0.62  | 6 (2000, 2002, 2004, 2006, 2008, 2010)             |
| 2    | Laurent Pokou        | Côte d'Ivoire | 14   | 12      | 1.17  | 4 (1968, 1970, 1974, 1980)                         |
| 3    | Rashidi Yekini       | Nigeria       | 13   | 20      | 0.65  | 4 (1988, 1990, 1992, 1994)                         |
| 4    | Hassan Al Shazly     | Égypte        | 12   | 8       | 1.50  | 3 (1963, 1970, 1974)                               |
| 5    | Patrick Mboma        | Cameroun      | 11   | 17      | 0.65  | 4 (1998, 2000, 2002, 2004)                         |
| 5    | Hossam Hassan        | Égypte        | 11   | 21      | 0.52  | 7 (1986, 1988, 1992, 1998, 2000, 2002, 2006)       |
| 5    | Didier Drogba        | Côte d'Ivoire | 11   | 24      | 0.45  | 5 (2006, 2008, 2010, 2012, 2013)                   |
| 8    | Pierre Ndaye Mulamba | RD Congo      | 10   | 10      | 1.00  | 2 (1974, 1976)                                     |
| 8    | Francileudo Santos   | Tunisie       | 10   | 12      | 0.83  | 3 (2004, 2006, 2008)                               |
| 8    | Joël Tiéhi           | Côte d'Ivoire | 10   | 15      | 0.67  | 4 (1992, 1994, 1996, 1998)                         |
| 8    | Mengistu Worku       | Éthiopie      | 10   | 17      | 0.59  | 6 (1959, 1962, 1963, 1965, 1968, 1970)             |
| 8    | Kalusha Bwalya       | Zambie        | 10   | 23      | 0.43  | 6 (1986, 1992, 1994, 1996, 1998, 2000)             |
| 8    | André Ayew           | Ghana         | 10   | 34      | 0.29  | 7 (2008, 2010, 2012, 2015, 2017, 2019, 2021)       |
| 14   | Manucho Gonçalves    | Angola        | 9    | 14      | 0.64  | 4 (2008, 2010, 2012, 2013)                         |
| 14   | Vincent Aboubakar    | Cameroun      | 9    | 15      | 0.60  | 3 (2015, 2017, 2021)                               |
| 14   | Abdoulaye Traoré     | Côte d'Ivoire | 9    | 22      | 0.41  | 6 (1986, 1988, 1990, 1992, 1994, 1996)             |
| 17   | Pascal Feindouno     | Guinée        | 8    | 13      | 0.61  | 4 (2004, 2006, 2008, 2012)                         |
| 17   | Sadio Mané           | Sénégal       | 8    | 18      | 0.44  | 4 (2015, 2017, 2019, 2021)                         |
| 17   | Ahmed Hassan         | Égypte        | 8    | 31      | 0.26  | 8 (1996, 1998, 2000, 2002, 2004, 2006, 2008, 2010) |
| 17   | Seydou Keita         | Mali          | 8    | 31      | 0.26  | 7 (2002, 2004, 2008, 2010, 2012, 2013, 2015)       |
| 17   | Asamoah Gyan         | Ghana         | 8    | 31      | 0.26  | 7 (2008, 2010, 2012, 2013, 2015, 2017, 2019)       |

#### Nombre de participations par joueur
Les joueurs suivants ont participé à au moins six tournois de la coupe d’Afrique différents :
| Éditions disputées | Joueur              | Sélection     | Années                                         |
| ------------------ | ------------------- | ------------- | ---------------------------------------------- |
| 8                  | Rigobert Song       | Cameroun      | 1996, 1998, 2000, 2002, 2004, 2006, 2008, 2010 |
| 8                  | Ahmed Hassan        | Égypte        | 1996, 1998, 2000, 2002, 2004, 2006, 2008, 2010 |
| 8                  | André Ayew          | Ghana         | 2008, 2010, 2012, 2015, 2017, 2019, 2021, 2023 |
| 8                  | Youssef Msakni      | Tunisie       | 2010, 2012, 2013, 2015, 2017, 2019, 2021, 2023 |
| 7                  | Geremi Njitap       | Cameroun      | 1998, 2000, 2002, 2004, 2006, 2008, 2010       |
| 7                  | Boubacar Barry Copa | Côte d'Ivoire | 2002, 2006, 2008, 2010, 2012, 2013, 2015       |
| 7                  | Siaka Tiéné         | Côte d'Ivoire | 2002, 2006, 2008, 2010, 2012, 2013, 2015       |
| 7                  | Kolo Touré          | Côte d'Ivoire | 2002, 2006, 2008, 2010, 2012, 2013, 2015       |
| 7                  | Max-Alain Gradel    | Côte d'Ivoire | 2012, 2013, 2015, 2017, 2019, 2021, 2023       |
| 7                  | Essam el-Hadari     | Égypte        | 1998, 2000, 2002, 2006, 2008, 2010, 2017       |
| 7                  | Hossam Hassan       | Égypte        | 1986, 1988, 1992, 1998, 2000, 2002, 2006       |
| 7                  | Asamoah Gyan        | Ghana         | 2008, 2010, 2012, 2013, 2015, 2017, 2019       |
| 7                  | Seidou Keita        | Mali          | 2002, 2004, 2008, 2010, 2012, 2013, 2015       |
| 6                  | Rabah Madjer        | Algérie       | 1980, 1982, 1984, 1986, 1990, 1992             |
| 6                  | Samuel Eto'o        | Cameroun      | 2000, 2002, 2004, 2006, 2008, 2010             |
| 6                  | Salomon Kalou       | Côte d'Ivoire | 2008, 2010, 2012, 2013, 2015, 2017             |
| 6                  | Yaya Touré          | Côte d'Ivoire | 2006, 2008, 2010, 2012, 2013, 2015             |
| 6                  | Didier Zokora       | Côte d'Ivoire | 2002, 2006, 2008, 2010, 2012, 2013             |
| 6                  | Abdul-Zaher Al-Saka | Égypte        | 1998, 2000, 2002, 2004, 2006, 2010             |
| 6                  | Hany Ramzy          | Égypte        | 1992, 1994, 1996, 1998, 2000, 2002             |
| 6                  | Soumbeyla Diakité   | Mali          | 2008, 2010, 2012, 2013, 2015, 2017             |
| 6                  | Noureddine Naybet   | Maroc         | 1992, 1998, 2000, 2002, 2004, 2006             |
| 6                  | Nwankwo Kanu        | Nigeria       | 2000, 2002, 2004, 2006, 2008, 2010             |
| 6                  | Riadh Bouazizi      | Tunisie       | 1996, 1998, 2000, 2002, 2004, 2006             |
| 6                  | Kaïs Ghodhbane      | Tunisie       | 1996, 1998, 2000, 2002, 2004, 2006             |
| 6                  | Aymen Mathlouthi    | Tunisie       | 2008, 2010, 2012, 2013, 2015, 2017             |
| 6                  | Kalusha Bwalya      | Zambie        | 1986, 1992, 1994, 1996, 1998, 2000             |

### Pays hôtes

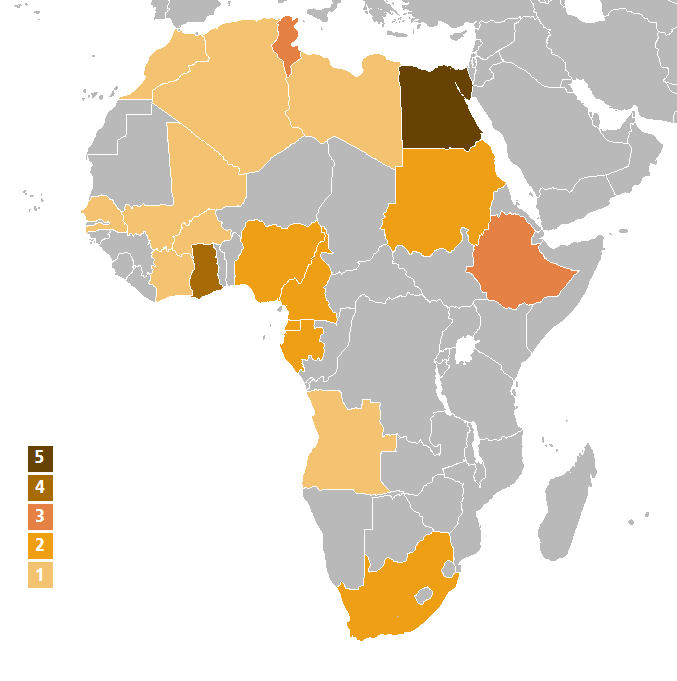
Carte de l'organisation de la coupe d'Afrique des nations par pays.

| Pays               | Hôtes | Années                       |
| ------------------ | ----- | ---------------------------- |
| Égypte             | 5     | 1959, 1974, 1986, 2006, 2019 |
| Ghana              | 4     | 1963, 1978, 2000*, 2008      |
| Éthiopie           | 3     | 1962, 1968, 1976             |
| Tunisie            | 3     | 1965, 1994, 2004             |
| Soudan             | 2     | 1957, 1970                   |
| Cameroun           | 2     | 1972, 2021                   |
| Nigeria            | 2     | 1980, 2000*                  |
| Côte d'Ivoire      | 2     | 1984, 2023                   |
| Afrique du Sud     | 2     | 1996, 2013                   |
| Gabon              | 2     | 2012*, 2017                  |
| Guinée équatoriale | 2     | 2012*, 2015                  |
| Algérie            | 1     | 1990                         |
| Libye              | 1     | 1982                         |
| Maroc              | 2     | 1988, 2025**                 |
| Sénégal            | 1     | 1992                         |
| Burkina Faso       | 1     | 1998                         |
| Mali               | 1     | 2002                         |
| Angola             | 1     | 2010                         |

- * Co-hôtes
- ** Tournoi à venir

## Marketing

### Prix en argent
Une augmentation significative des prix sera appliquée à la Coupe d'Afrique des Nations de cette année, à la suite d'une décision prise par le Comité exécutif de la CAF réuni le 27 septembre 2016 au Caire, en Égypte. L'augmentation du montant des prix fait suite à un accord signé par la CAF avec le nouveau sponsor en titre de ses tournois d'équipes nationales et de clubs, le groupe pétrolier français Total.
L'argent total qui sera distribué aux 16 équipes participantes sera augmenté de 64 % par rapport aux éditions précédentes, puisqu'il passera des 10 millions de dollars distribués lors de la Coupe d'Afrique des Nations 2015 aux 16,4 millions de dollars qui seront distribués au cours du cycle de quatre ans allant de 2017 à 2020, qui comprend Gabon 2017 et la Coupe d'Afrique des Nations 2019. Le tableau ci-dessous indique le montant que chaque équipe recevra en fonction du stade qu'elle atteint dans le tournoi, ainsi que la différence de prix par rapport au cycle précédent.
| Placements finaux des équipes |                |                  |              |              | Augmentation (%) |
| Placements finaux des équipes | Prix en $      | Prix en $        | Total        | Total        | Augmentation (%) |
| ----------------------------- | -------------- | ---------------- | ------------ | ------------ | ---------------- |
|                               | 1 500 000      |                  | 4 000 000    | 1 500 000    | 166%             |
| Finaliste                     |                | 2 000 000        | 2 000 000    | 1 000 000    | 100%             |
| Demi-finaliste                | 750 000 chacun | 1 500 000 chacun | 3 000 000    |              | 100%             |
| Quart de finaliste            | 600 000 chacun | 800 000 chacun   | 3 200 000    | 2 400 000    | 33.33%           |
| Total                         | 10 000 000 $   | 10 000 000 $     | 10 000 000 $ | 10 000 000 $ | 64%              |

| Placements finaux des équipes | Cycle (2018)     | Cycle (2018) | Cycle (2021)   | Cycle (2021) | Augmentation (%) |
| Placements finaux des équipes | Prix en $        | Total        | Prix en $      | Total        | Augmentation (%) |
| ----------------------------- | ---------------- | ------------ | -------------- | ------------ | ---------------- |
| Champion                      |                  |              |                |              | 25 %             |
| Finaliste                     |                  | 2 500 000    | 2 750 000      | 2 750 000    | 10 %             |
| Demi Finaliste                | 1 000 000 chacun | 2 000 000    |                | 2 200 000    | 10 %             |
|                               | 500 000 chacun   | 1 000 000    | 587 500 chacun | 1 175 000    | 17,5 %           |
| Total                         | 10 000 000 $     | 10 000 000 $ | 16 400 000 $   | 16 400 000 $ | 64%              |

### Sponsors officiels
En juillet 2016, Total a annoncé avoir passé un accord de sponsoring avec la Confédération Africaine de Football. Total est désormais le « sponsor titre » des compétitions organisées par la CAF. L’accord vaut pour les huit prochaines années et concernera les dix principales compétitions organisées par la CAF, dont la Coupe d’Afrique des Nations 2017, qui est désormais baptisée « Coupe d’Afrique des Nations Total ».
Liste non exhaustive
| Titre du sponsor | Sponsors officiel | Sponsors officiel                                                                  |
| ---------------- | --- | ---------------------------------------------------------------------------------- |
| - TotalEnergies  | - Orange - beIN Sports - IFD Kapital Group - Pan Atlantic Exploration - Samsung - Standard Ban - TotalEnergies (sponsor titre) - 1xBet | - Binance - Continental - Orange - Prudential plc - TikTok - Umbro - Visa - Yamaha |

### Mascottes

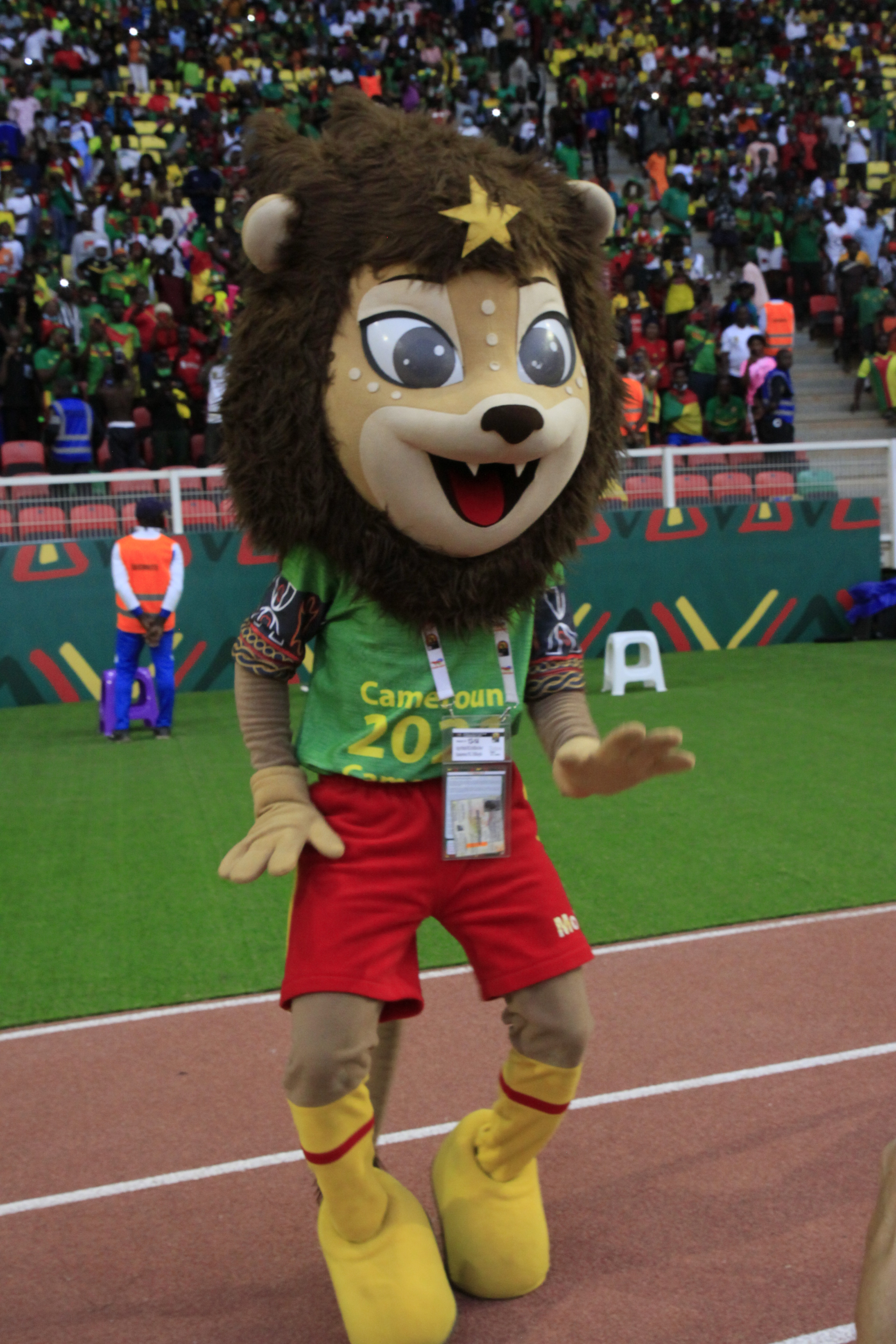
Mola mascotte de la coupe d'Afrique des nations 2021

Mascottes de la coupe d'Afrique des nations
| Année | Mascotte                        | Description            |
| ----- | ------------------------------- | ---------------------- |
| 1992  | Diambar                         | Un lion                |
| 1994  | Sans nom                        | Un aigle               |
| 1996  | Sans nom                        | un léopard             |
| 1998  | Foto                            | Une ballon             |
| 2000  | Green Eagles et les Black Stars | Un aigle et une étoile |
| 2002  | Sans nom                        | Un hippopotame         |
| 2004  | Nçayir                          | Un aigle               |
| 2006  | Croconil                        | Un Crocodile           |
| 2008  | Sans nom                        | Un Rapace              |
| 2010  | Palanquinha                     | Un antilope            |
| 2012  | Gaguie                          | Une gorille            |
| 2013  | Takuma                          | Un hippopotame         |
| 2015  | Chuku Chuku                     | Un porc-épic           |
| 2017  | Samba                           | Un panthère noire      |
| 2019  | Tut,                            | Un garçon              |
| 2021  | Mola                            | Un lion                |
| 2023  | Akwaba                          | Un éléphant            |

### Ballon officiel
Ballon officiel de la coupe d'Afrique des nations

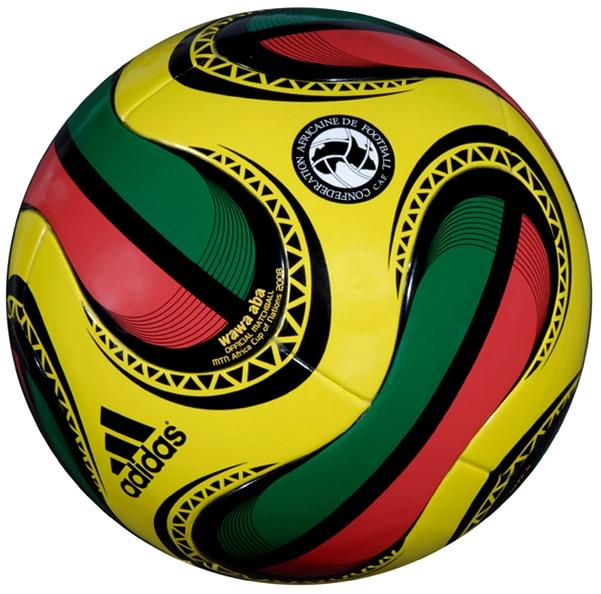
Wawa Aba Ballon officiel de la coupe d'Afrique des nations 2008.

| Année | Ballon          | Fabricant | Notes |
| ----- | --------------- | --------- | --- |
| 1992  | Etrusco Unico   | Adidas    | Le ballon de match officiel de la coupe du monde 1990, utilisé lors de la coupe d'Afrique des nations 1992.                                     |
| 1994  | Samba           | Diadora   | - |
| 1996  | Ceramica        | Umbro     | - |
| 1998  | Ceramica        | Umbro     | - |
| 2000  | Ceramica        | Umbro     | - |
| 2002  | Tricolore       | Adidas    | Le ballon de match officiel de la coupe du monde 1998, utilisé lors de la coupe d'Afrique des nations 2002.                                     |
| 2004  | Fevernova       | Adidas    | Le ballon de match officiel de la coupe du monde 2002, utilisé lors de la coupe d'Afrique des nations 2004.                                     |
| 2006  | Teamgeist       | Adidas    | Le ballon de match officiel de la coupe du monde 2006, utilisé lors de la coupe d'Afrique des nations 2006.                                     |
| 2008  | Wawa Aba        | Adidas    | Le nom vient d'un symbole Adinkra signifiant « graine du wawa », faisant référence à la force, à la ténacité, à l'endurance et à la durabilité. |
| 2010  | Jabulani Angola | Adidas    | Une variante de l'Adidas Jabulani utilisée lors de la coupe du monde 2010 en Afrique du Sud.                                                    |
| 2012  | Comoequa        | Adidas    | Nommé en l'honneur du fleuve Côme qui traverse les deux pays et de l'équateur.                                                                  |
| 2013  | Katlego         | Adidas    | Le nom du ballon est un mot sotho signifiant « succès ».                                                                                        |
| 2015  | Marhaba         | Adidas    | Le nom du ballon est une salutation arabe. |
| 2017  | Delta Hyperseam | Mitre     | - |
| 2019  | Neo Pro         | Umbro     | - |
| 2021  | Toghu           | Umbro     | Nommé pour les vêtements traditionnels Toghu du Cameroun.                                                                                       |
| 2023  | Pokou           | Puma      | Nommé d'après Laurent Pokou, un attaquant légendaire ivoirien.                                                                                  |